# Хронология аннексии Крыма Российской Федерацией

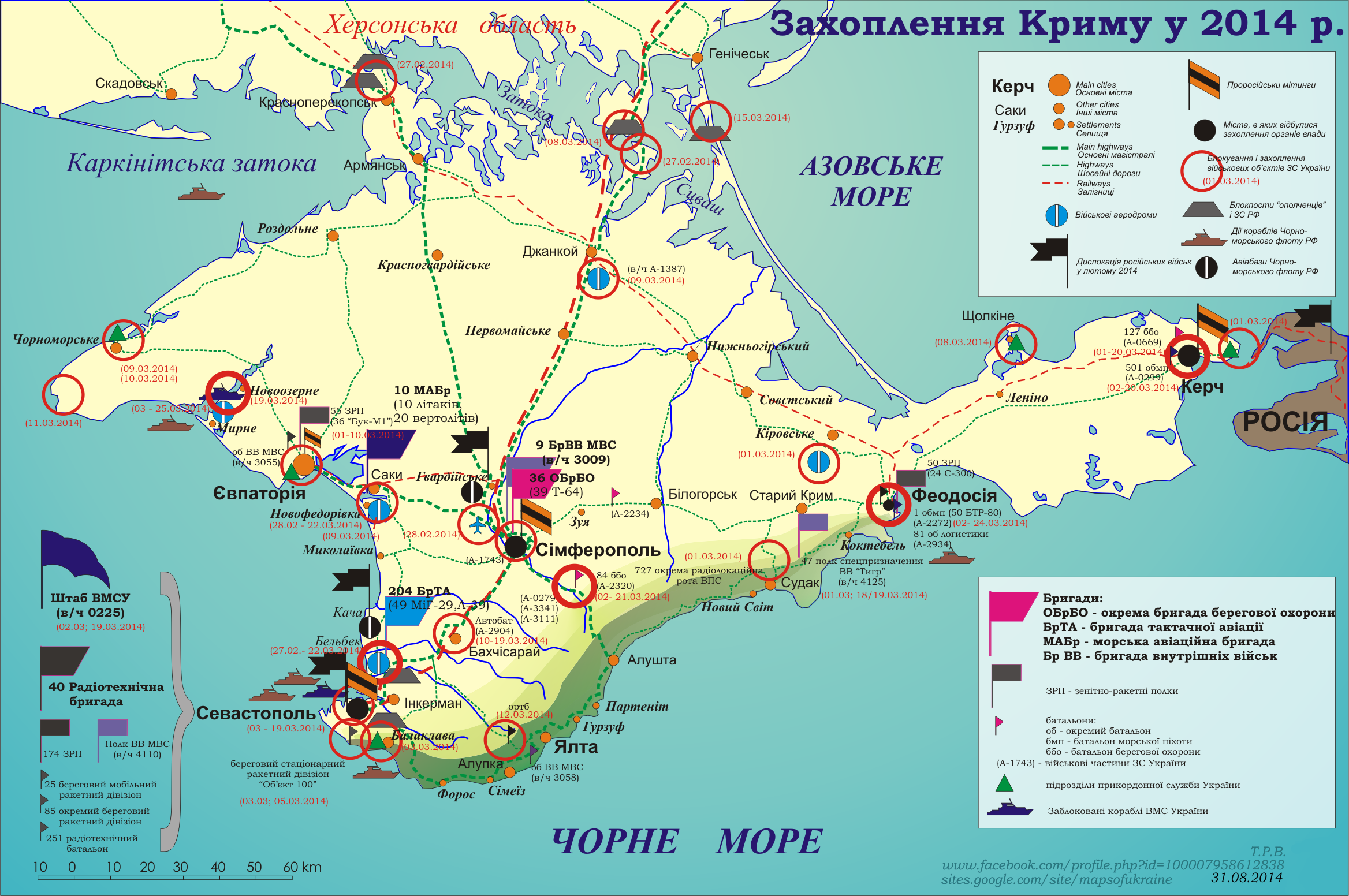
Карта событий весны 2014 года в Крыму

Аннексия Крыма Российской Федерацией была осуществлена в феврале — марте 2014 года.
С лета 2013 года в кругах российских властей начинают прорабатываться различные планы действий по отторжению территорий Украины. В сентябре 2013 года в ходе российско-белорусских учений в Калининградской области отрабатывались «операции по защите соотечественников, якобы притесняемых на территории иностранного государства». По сценарию этих учений, «на территории соседнего государства происходят беспорядки и попытки захвата власти, создаются незаконные вооружённые формирования», а Россия и Белоруссия как страны-соседи «заходят и наводят порядок».
Произошедшее 18—20 февраля 2014 года обострение гражданского противостояния в стране, а затем и смещение Януковича с поста президента способствовали радикализации настроений как в Крыму, так и в руководстве России. Россия фактически использовала Евромайдан в качестве оправдания аннексии Крыма и последующей гибридной войны против Украины на Донбассе.
К 23 февраля российские спецподразделения получили первые приказы по Крыму и в течение нескольких дней происходила первичная скрытая переброска войск на полуостров, где тем временем продолжалось гражданское противостояние. 23—24 февраля под давлением пророссийских активистов была осуществлена смена исполнительных органов власти Севастополя. 26 февраля сторонники Меджлиса и новой украинской власти попытались захватить здание крымского парламента и заблокировали его работу. Рано утром 27 февраля началась активная фаза российских действий в Крыму — российский спецназ захватил здания органов власти АР Крым, после чего депутаты Верховного Совета АР Крым, собравшиеся в здании парламента, отправили в отставку правительство Анатолия Могилёва и назначили главой нового правительства Крыма лидера партии «Русское единство» Сергея Аксёнова. Тот заявил о непризнании нового руководства Украины и обратился к России за «содействием в обеспечении мира и спокойствия на территории Автономной Республики Крым».
1 марта Совет Федерации России удовлетворил официальное обращение президента Владимира Путина о разрешении на использование российских войск на территории Украины, хотя к этому времени они там уже фактически использовались. Российские военнослужащие совместно с отрядами добровольцев блокировали на территории полуострова все объекты и воинские части Вооружённых сил Украины, командование которых отказалось подчиниться правительству Крыма. При всесторонней российской поддержке 16 марта в Крыму был проведён противоречивший украинской Конституции референдум о статусе Крыма, на основании результатов которого 17 марта была в одностороннем порядке провозглашена суверенная Республика Крым, в состав которой вошёл Севастополь. 18 марта Российская Федерация и самопровозглашённая республика подписали договор о присоединении Крыма к России, в соответствии с которым в составе России были образованы новые субъекты — Республика Крым и город федерального значения Севастополь.
В российских источниках аннексию Крыма принято именовать присоединением Крыма или его воссоединением с Россией.

## Предыстория
С конца ноября 2013 года на Украине начались акции протеста, вызванные отказом правительства подписывать соглашение об ассоциации с Евросоюзом. В городах Крыма также происходили аналогичные акции, однако число их участников было относительно невелико, а Верховный Совет АР Крым неоднократно высказывал своё резкое неприятие действий оппозиции и требовал от президента Януковича принятия решительных мер по поддержанию порядка.
22 ноября президиум Верховного Совета АРК поддержал решение премьер-министра Украины приостановить процесс евроинтеграции, выразив при этом серьёзную обеспокоенность в связи с «деструктивными действиями оппозиционных политических сил». 27 ноября приостановку процесса евроинтеграции поддержал и парламент Крыма, решивший «укреплять дружеские связи с регионами Российской Федерации» и призвавший крымчан «направить все усилия на сохранение Крыма как территории стабильности и межнационального согласия».
1 декабря президиум Верховного Совета АРК заявил, что оппозиционные выступления в Киеве «ставят под угрозу политическую и экономическую стабильность в Украине» и «кучка политиканов пытается под видом борьбы за европейский вектор развития захватить власть в стране».
2 декабря, после массовых демонстраций и столкновений с милицией в центре Киева, крымский парламент обратился к президенту Виктору Януковичу с просьбой принять меры для восстановления общественного порядка в стране, а также ввести чрезвычайное положение, если этого потребует ситуация. Обращение поддержало 76 депутатов из 78, принявших участие в голосовании. Как сказано в заявлении, «Позиция каждого должна быть услышана. Иначе может возникнуть иллюзия, что своё мнение имеют только люди, заполонившие площади и улицы Киева…» Власть, говорится в обращении, «обязана не допустить антиконституционного пути реванша обанкротившихся политических сил, исповедующих крайний национализм. Это они глумятся над святыми чувствами ветеранов Великой Отечественной войны…»
3 декабря президиум ВС АРК предложил президенту и Кабмину рассмотреть вопрос о возможности вступления Украины в Таможенный союз ЕврАзЭС, против чего категорически выступали сторонники Евромайдана, а 11 декабря призвал население Крыма «быть готовыми встать на защиту автономии».
13 декабря 2013 года народный депутат Украины от партии ВО «Свобода», член парламентского комитета по национальной безопасности и обороне Юрий Сиротюк заявил, что «если украинская власть не придушит Евромайдан, а позиция Януковича не устроит российскую сторону, то ситуацию в автономии может попытаться взять в свои руки Черноморский флот» РФ, в частности он сообщил об имеющейся информации о планируемых российским Черноморским флотом военных учений, легенда которых предусматривает и захват административных зданий. Руководство России, в свою очередь, официально отвергало возможность военной операции на Украине: 19 декабря 2013 года на пресс-конференции в Москве президент РФ Владимир Путин, отвечая на вопрос о возможности ввода российских войск в страну для «защиты соотечественников», как это было сделано в Южной Осетии и Абхазии в 2008 году, заявил: «Мы будем бороться за равенство прав (российских соотечественников) — это относится ко всем государствам. Это совсем не значит, что мы будем махать шашкой и вводить войска. Это полная ерунда, полная чушь. Ничего подобного нет и быть не может». По его мнению, дислокация Черноморского флота в Крыму является серьёзным стабилизирующим фактором в международной и региональной политике, а сравнивать ситуацию в Южной Осетии и Абхазии с ситуацией в Крыму некорректно.
В начале января 2014 года активисты русских организаций Крыма направили обращение к президенту Украины Виктору Януковичу с требованием дать самую серьёзную оценку бездействию киевских властей и правоохранительных органов, допустивших 1 января проведение в Киеве факельного шествия активистов партии «Свобода» и футбольных фанатов. В обращении от президента потребовали запретить «пропаганду неонацизма и фашизма, нацистской атрибутики и символов, героизацию преступных формирований ОУН-УПА», принять закон, запрещающий «политические партии и организации с неонацистской и экстремистской идеологией» и устанавливающий уголовную ответственность за «отрицание или оскорбление Великой Победы советского народа в Великой Отечественной войне».
В середине января, в связи с обострением противостояния в Киеве и развернувшейся кампанией захватов административных зданий в ряде регионов Украины, «Русская община Крыма» и партия «Русское единство» совместно с представителями казачества и организаций ветеранов-афганцев взяли на себя инициативу в формировании народных дружин самообороны, сил народного сопротивления на случай «попыток проникновения в Крым экстремистов и неонацистов».
22 января Верховный Совет АРК принял заявление, в котором говорилось, что если «преступный сценарий» «цветной революции» будет реализован, то Крым окажется перед угрозой утраты «всех завоеваний автономии и её статуса». Парламент заявил, что не отдаст Крым «экстремистам и неонацистам», стремящимся «захватить власть» в стране и «крымчане никогда не будут участвовать в нелегитимных выборах<…>и не будут жить в „бандеровской“ Украине». Последняя оговорка фактически подразумевала возможность сецессии Крыма в случае «цветной революции», однако руководители автономии открестились от призывов к самоопределению региона.
24 января партия «Русский блок» объявила о наборе в отряды самообороны «для борьбы с бандеровской сволочью». Городской глава Владимир Яцуба призвал местных жителей быть готовыми защитить город. Одновременно свыше десяти общественных организаций подготовили обращение к горожанам, в котором говорилось, что в случае государственного переворота «Севастополь, используя своё право на самоопределение, выйдет из правового поля Украины». Инициатором обращения стал Севастопольский координационный совет, активисты которого также выступали за создание на юго-востоке и в центре Украины Федеративного государства Малороссия с ориентацией на Россию. Первый президент Республики Крым Юрий Мешков призвал к провозглашению самостоятельности Крыма, назвав политический кризис на Украине «чужой для крымчан войной» и заявил, что полуостров «находится в состоянии оккупации».
24 января президиум ВС АРК призвал Януковича ввести чрезвычайное положение и прекратить финансирование из государственного бюджета «объявивших себя вне закона регионов, где власть смещена насильственным путём, до восстановления в них конституционного порядка», а три дня спустя запретил на территории региона деятельность националистической партии «Свобода», принимающей активное участие в протестных акциях, однако позднее по требованию прокуратуры снял данный запрет.
27 января на заседании Ассоциации органов местного самоуправления АРК и Севастополя под председательством спикера крымского парламента Владимира Константинова было принято решение о создании Крымских добровольных дружин с целью оказания содействия правоохранительным органам в охране общественного порядка. С резкими протестами против создания добровольных дружин выступил крымскотатарский Меджлис, расценивший это решение как проявление сепаратизма в АРК.
4 февраля на заседании президиума ВС АРК предлагалось «в условиях рвения к власти групп национал-фашистского толка» инициировать проведение общекрымского опроса о статусе полуострова, а также обсуждалась возможность обращения к президенту и Госдуме России с призывом выступить гарантом незыблемости статуса автономии Крыма. СБУ в связи с событиями в крымском парламенте открыла уголовное производство по факту уголовного правонарушения, предусмотренного ч. 1 ст. 14, ч. 1 ст. 110 Уголовного кодекса Украины (приготовление к посягательству на территориальную целостность и неприкосновенность Украины). В свою очередь, некоторые представители украинской парламентской оппозиции выступили с резкой критикой этих заявлений и призвали наказать парламент Крыма. С угрозой распустить этот законодательный орган выступил депутат Верховной Рады от оппозиционной «Батькивщины» Николай Томенко, а депутат от партии «Свобода» Александр Шевченко потребовал привлечь крымских парламентариев к уголовной ответственности.
12 февраля председатель Верховного совета АРК Владимир Константинов, выступая на Всеукраинском форуме областных советов и ВС Крыма, проходившем в Ливадийском дворце, заявил, что модель крымской автономии, заложенная в Конституции Украины и Конституции АРК 1998 года, «полностью себя исчерпала» и «мы хотим совершенно другой автономии. Нам следует вернуться к ряду параметров первой половины 90-х годов». В форуме приняли участие представители 18 областей Украины (за исключением западных — Волынской, Закарпатской, Ивано-Франковской, Львовской, Ровенской, Тернопольской, Черновицкой, Винницкой и Киева). По словам Константинова, в ходе событий на Майдане «выяснилось, насколько слабыми оказались позиции центральной власти… Конечно, не будь ошибок власти, раздуть пожар протестов никто бы не смог. Но не будь зарубежного вмешательства — кризис не зашёл бы так глубоко». По его мнению, помочь в сложившейся ситуации может децентрализация власти. А впоследствии, 19 февраля, Верховный Совет АРК «счёл целесообразным активное участие регионов Украины в работе по подготовке изменений в Конституцию Украины» и поддержал инициативу о проведении всеукраинского референдума по «ключевым вопросам» государственного устройства.

## Обострение украинского конфликта и его влияние на ситуацию в Крыму

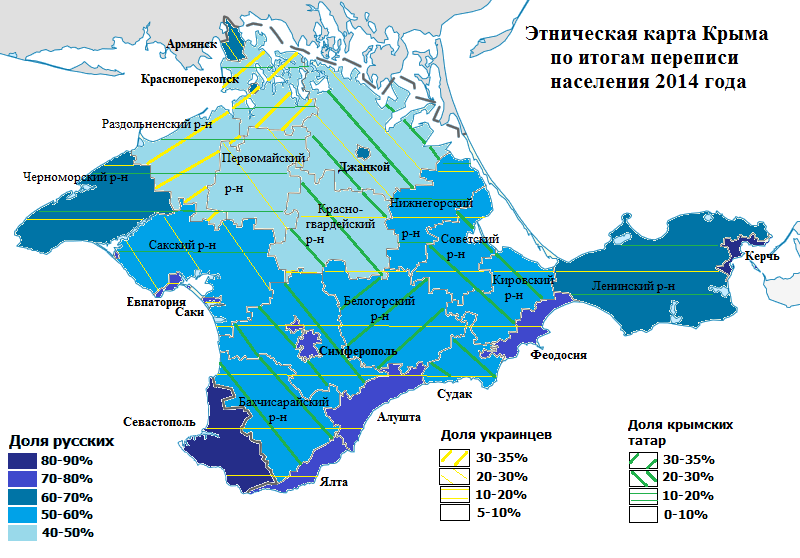
Доля русских, украинцев и крымских татар в Крыму по итогам российской переписи 2014 года

18—20 февраля произошло резкое обострение гражданского противостояния между сторонниками Евромайдана, с одной стороны, и сотрудниками силовых структур и сторонниками Антимайдана, с другой. В Киеве «мирное наступление» оппозиции на парламент 18 февраля стало прологом вооружённых столкновений, в результате которых погибли 109 активистов Евромайдана и 16 сотрудников МВД. Возобновились захваты административных зданий оппозицией в стране. На фоне конфликта Президиум Верховного совета АРК направил обращение к президенту Украины Виктору Януковичу, опубликовав его на своём официальном сайте: «Сегодня мы требуем от Вас как главы государства решительных действий и принятия чрезвычайных мер. Этого ждут и сотни тысяч крымчан, которые голосовали за Вас на президентских выборах в надежде на стабильность в стране». Президиум заявил, что в случае «дальнейшей эскалации гражданского противостояния» Верховный совет АРК «оставляет за собой право призвать жителей автономии встать на защиту гражданского мира и спокойствия на полуострове». 19 февраля ряд депутатов парламента поддержал инициативу депутата Николая Колисниченко (Партия регионов), предложившего в случае, если на Украине в ближайшее время не будет урегулирован кризис, поднять вопрос о присоединении Крыма к России. Спикер крымского парламента Владимир Константинов, однако, прервал выступление Колисниченко, заявив, что главная задача, стоящая перед депутатами на данный момент, — «помочь Киеву отстоять власть». На фоне продолжающегося конфликта в стране 20 февраля российские войска в Крыму и украинские вооружённые силы приступили к усилению охраны своих военных объектов.
20 февраля, находясь в Москве, где он провёл встречи с лидерами парламентских фракций Госдумы, Владимир Константинов заявил в интервью «Интерфаксу», что не исключает отделения Крыма от Украины в случае обострения ситуации в стране. Отвечая на вопрос, нужно ли при неблагоприятном развитии ситуации на Украине проводить референдум по поводу отделения Крыма, он сказал, что предпочитает «не жевать» эту тему, поскольку Крым — это одна из опор центральной власти и «если мы начнем этим заниматься, мы просто погубим эту центральную власть». При этом Владимир Константинов добавил, что борьба идёт не за Крым, а за Киев. Однако, если всё-таки под давлением эта центральная власть будет сломлена, Верховный совет Крыма будет признавать легитимными для автономии только свои решения. «И тогда у нас будет единственный путь — это денонсация решения Президиума ЦК КПСС от 1954 года… С этой минуты мы будем признавать те решения, которые считаем нужными». Премьер-министр крымского правительства Анатолий Могилёв, комментируя сделанное заявление, призвал политиков «взвешивать каждое слово, особенно те, которые могут трактоваться как угроза территориальной целостности Украины».
В ночь с 20 на 21 февраля в Черкасской области (Корсунь-Шевченковский район) восемь автобусов с крымскими антимайдановцами, возвращавшимися из Киева, были остановлены на самоустановленном КПП группой сторонников Майдана.  На дорогах в Киев за день до этого появились КПП с поддерживающими Майдан, с целью предотвратить прибытие подкрепления - военных или наемных бандитов («титушек») - на Майдан. Согласно заявлению премьер-министра Крыма Могилёва, широко процитированному в российских и украинских СМИ, «вооружённые экстремисты» остановили несколько автобусов с 320 пассажирами из Крыма. Некоторые из них столкнулись с физическим насилием, три автобуса были подожжены, семь человек были госпитализированы. Уже утром 21 февраля главное управление МВД Украины в АР Крым заявило, что по данному поводу был сделан официальный запрос и проведена проверка, результаты которой, как сказано в сообщении ГУ МВД, «свидетельствуют об отсутствии фактов смерти жителей АР Крым на территории Корсунь-Шевченковского района Черкасской области». Позднее российские источники бездоказательно и ложно утверждали, что пассажиры были атакованы с использованием оружия и бензина, а также некоторые якобы были убиты. Значительное число людей в Крыму, на востоке Украины и в России, уже находившихся в состоянии тревоги из-за насилия на Майдане, поверило этим утверждениям как свидетельству будущей угрозы. Инцидент привёл к росту опасений относительно действий сторонников Евромайдана и «националистической идеологии» в Крыму и стал «детонатором» дальнейших пророссийских выступлений в Крыму. Российские СМИ на основе реальных событий создали выдуманную историю об убийствах и тысячах вооруженных боевиков в поезде, усиливая страхи в Крыму.
Как стало известно, в ночь с 20 на 21 февраля, президиум Верховного совета Крыма пытался созвать на 21 февраля внеочередную сессию парламента для обсуждения вопроса «Об общественно-политической ситуации в Украине». Когда сторонники Евромайдана попытались утром 21 февраля провести у здания парламента акцию — пикет против возможного принятия решения об отделении Крыма от Украины, им помешали около ста молодых людей, назвавшихся активистами «Народно-освободительного движения».
Тем временем в столице страны 21 февраля после телефонного разговора с президентом РФ Владимиром Путиным(по другим данным под давлением стран Запада) президент Янукович пошёл на уступки и подписал с оппозицией соглашение об урегулировании политического кризиса на Украине, предусматривавшее, в частности, немедленный (в течение двух суток) возврат к Конституции в редакции 2004 года, конституционную реформу и проведение досрочных президентских выборов не позднее декабря 2014 года. В тот же день Янукович покинул Киев, а на следующий день вышла в телеэфир видеозапись интервью с ним, где тот заявил, что не намерен ни подавать в отставку, ни подписывать решения Верховной рады, которые он считает противозаконными, а происходящее в стране Янукович квалифицировал как «вандализм, бандитизм и государственный переворот». Через несколько часов Верховная рада приняла постановление, в котором утверждалось, что Янукович «неконституционным образом самоустранился от осуществления конституционных полномочий» и не выполняет свои обязанности, а также назначила досрочные президентские выборы на 25 мая 2014 года. Исполняющим обязанности главы государства Верховная рада на следующий день назначила председателя Верховной Рады Александра Турчинова.
Тем временем 22 февраля в Харькове состоялся съезд депутатов местных советов юго-востока Украины и АР Крым, участники которого постановили «взять на себя ответственность за обеспечение конституционного порядка на своих территориях», возложить ответственность за ситуацию на местах на органы местного самоуправления, рекомендовать населению самоорганизовываться совместно с правоохранительными органами, а также призвать армейские подразделения ВСУ оставаться в местах дислокации. Кроме того, было предложено отозвать депутатов из ВР для работы на местах. На въездах в Севастополь начали действовать блокпосты, организованные добровольцами из местных общественных формирований, милицией и ГАИ.
Россия же в ночь с 22 на 23 февраля провела спецоперацию по эвакуации президента Украины Виктора Януковича и членов его семьи в безопасное место на территории Крыма, поскольку, по словам Путина, «организаторы госпереворота в Киеве готовили физическое устранение Януковича».

## Ход событий

### Вопрос о дате начала действий России в Крыму
Хотя ход российской операции по аннексии Крыма в целом довольно точно установлен, сохраняются «определённые проблемы» с точным определением её начала. «Наиболее ранним» вариантом начала этой операции называется 20 февраля 2014 года, указанное на российской медали «За возвращение Крыма»; в этом случае операция началась ещё до смены власти на Украине; к этой же дате апеллируют, в частности, украинские власти. По утверждению же российских властей, решение «начать работу по возврату Крыма» было принято в 7 часов утра 23 февраля, после «смещения Януковича со своего поста» и его эвакуации в Крым
Эксперт по вооружённым силам стран бывшего СССР Роджер Макдермотт предполагает, что такие различия в датировке могли отражать разные уровни планирования операции, и «скорее всего» 20 февраля было дано поручение усилить проработку вариантов по Крыму, а 23 февраля — принято собственно решение о начале этих действий. Российский эксперт Антон Лавров пишет, что в самой России никакой «необычной активности» с 20 по 21 февраля не наблюдалось, а в Крыму имело место лишь усиление охраны российских военных объектов (см. также выше); по его утверждению, самой ранней датой, когда можно говорить о продвижении российской операции в Крыму является 22 февраля, с 22 по 23 февраля российские спецподразделения получили приказы по Крыму. По утверждениям украинских властей, впрочем, первые нарушения государственной границы в Керченском проливе имели место уже 20 февраля.

### 23—26 февраля: смена власти в Севастополе и борьба за власть в АРК
В течение первой половины второй декады февраля Россия производила первичную скрытую переброску войск в Крым; как пишут журналисты издания «Коммерсантъ», в этот период на полуостров были переброшены бойцы 16-й бригады специального назначения, 76-й десантно-штурмовой дивизии и 45-го отдельного полка ВДВ. К ним в дальнейшем добавились бойцы Сил специальных операций.
Между тем гражданское напряжение в Крыму продолжало нарастать с каждым часом. 23 февраля в Севастополе прошёл митинг «Народной воли против фашизма на Украине», в котором участвовали примерно 20 тысяч человек. Митингующие высказали своё недоверие администрации города и общим голосованием избрали «народного мэра» — предпринимателя и гражданина России Алексея Чалого. Его призвали сформировать новый исполком и отряд по охране правопорядка. На митинге также была провозглашена резолюция, в которой говорится, что Севастополь не признаёт последние решения Верховной Рады Украины и считает происходящее в стране государственным переворотом. Перед собравшимися выступил и глава горадминистрации Владимир Яцуба, который, однако, был освистан толпой.
Крымскотатарский Меджлис провёл в этот день в Симферополе свой собственный митинг, в ходе которого председатель Меджлиса Рефат Чубаров потребовал от крымских членов Партии регионов выйти из партии, а также заявил, что крымские власти должны в течение 10 дней вынести решения о сносе памятников Ленина в городах и районах Крыма, включая Симферополь. По его словам, в случае невыполнения требования крымских татар они предпримут активные действия.
Днём 23 февраля председатель Совета министров АРК Анатолий Могилёв заявил журналистам на специально созванном брифинге, что исполнительные органы власти АРК намерены исполнять решения Верховной Рады Украины, принятые после смещения Виктора Януковича, а её силовые структуры будут подчинены новым руководителям соответствующих ведомств Украины.
24 февраля глава Севастопольской городской администрации Владимир Яцуба объявил о своей отставке. При этом Севастопольская городская государственная администрация (СГГА) выступила с обращением, назвав «попытку ряда радикальных организаций прибегнуть к майданной демократии, избрать нелегитимные органы власти» незаконной. Исполняющий обязанности министра внутренних дел Арсен Аваков, находившийся в Крыму с 23 по 24 февраля, по возвращении в столицу утверждал, что благодаря действиям МВД и СБУ «некоторые негативные движения российских войск были в Севастополе приведены в норму».
У здания СГГА состоялся митинг, участники которого потребовали узаконить назначение Алексея Чалого. Все входы и выходы в администрацию были перекрыты собравшимися. После переговоров с горожанами Рубанов пообещал передать дела Чалому. Во время переговоров о передаче полномочий в здании администрации появились сотрудники СБУ и прокуратуры с ордером на арест Чалого, но собравшиеся у здания севастопольцы вынудили силовиков порвать ордер и покинуть здание. Одновременно Севастопольский городской совет на внеочередном заседании принял решение о создании исполнительного органа горсовета — Севастопольского городского управления по обеспечению жизнедеятельности города. Руководителем городского управления и председателем городского координационного совета, полномочия которого определены не были, стал Алексей Чалый — за это проголосовали все 49 присутствующих депутатов из 75 по списку. Решение оказалось компромиссом между местной властью и протестующими, требовавшими назначить Чалого председателем горисполкома. Участники митинга вывесили на обоих флагштоках рядом с администрацией российские флаги.
Активист «Правого сектора» Игорь Мосийчук, осуждённый в январе 2014 года за терроризм по делу «Васильковских террористов», но амнистированный новыми украинскими властями как политзаключённый, в эфире телеканала «112 Украина» выступил с угрозами в адрес крымских сепаратистов: «Попытки разорвать территориальную целостность Украины будут жёстко наказаны. Если власть на это не способна, то „Правый сектор“ сформирует „поезд дружбы“. Мы, как в 90-м УНСО, поедем в Крым. Тогда публика, подобная этой, как крысы убегали, когда колонна унсовцев входила в Севастополь…». Хотя в итоге угроза не была реализована, это заявление ещё больше обострило ситуацию в Крыму, внеся свой вклад в атмосферу тревоги и беспокойства. И как следствие, пророссийские акции в Крыму получили дополнительный импульс, позициям Украины в регионе был нанесён ущерб.
24 февраля президиум ВС АРК принял заявление о ситуации в стране, в котором отметил, что в Крыму ожидают скорейшего разрешения кризиса, «подрывающего экономическую безопасность государства». Признав важность перехода политического процесса «с улиц и площадей в стены Верховной Рады Украины», президиум заявил, что «не менее важно, чтобы парламентарии действовали строго в рамках существующего правового поля, не переходя ту грань, за которой легитимность принимаемых ими решений может быть поставлена под сомнение», что, по мнению президиума ВС АРК, «пока им удается не в полной мере».
Поздно вечером 24 февраля в Симферополь прибыла группа депутатов российской Госдумы во главе с председателем комитета по делам СНГ, евразийской интеграции и связям с соотечественниками Леонидом Слуцким. В Симферополе их встречали Сергей Аксёнов и Сергей Цеков. Российские депутаты заявили, что намерены провести ряд встреч с представителями крымской власти по политической ситуации на полуострове. Председатель крымского правительства Анатолий Могилёв негативно отреагировал на прошедшие переговоры российских и крымских депутатов, заявив, что любые контакты с иностранными дипломатами и гражданами на официальном уровне — это, по действующему законодательству, прерогатива МИД Украины. Согласно версии «Центра журналистских расследований», Леонид Слуцкий заявил своим собеседникам в Крыму, что Госдума готова подумать о присоединении Крыма к России, и сообщил о начале выдачи российских паспортов по упрощённой процедуре.
Между тем, крымский вопрос стал предметом рассмотрения Совета национальной безопасности и обороны Украины.
26 февраля Меджлис крымскотатарского народа организовал в центре Симферополя митинг крымских татар с целью блокировать здание Верховного Совета Крыма и не допустить принятие решения о вхождении в состав России. В ходе митинга Рефат Чубаров заявил, что крымские татары не дадут оторвать Крым от Украины. Одновременно здесь же проходил митинг «Русской общины Крыма». Между участниками двух митингов вспыхнул конфликт, в результате которого 35 человек получили травмы и ранения и два человека погибли: мужчина, скончавшийся от сердечного приступа, и женщина, затоптанная в давке. Часть митингующих крымских татар попыталась проникнуть в здание Верховного Совета — выломав дверь служебного входа, они проникли в кабинет на первом этаже, однако дальнейшее продвижение было остановлено милицией. В результате столкновений внеочередное заседание Верховного Совета автономии оказалось сорванным. Спустя несколько месяцев после аннексии полуострова, по событиям 26 февраля 2014 года российскими силовыми органами было возбуждено уголовное дело по факту массовых беспорядков, в рамках которого было арестовано несколько участников митинга Меджлиса.
После столкновения 26 февраля чувство взаимного недоверия и страха между общинами этнических русских и крымских татар возросло. Произошедшие в Крыму столкновения, как и ранее озвученные украинскими националистами угрозы силового вмешательства в крымские события и «неспособность новой власти контролировать постреволюционные силы» и общее состояние хаоса и неразберихи подкрепляло тезис об угрозе населению Крыма и тем способствовало последовавшим активным действиям России. Та 26 февраля начала масштабные учения на западном и центральном направлениях, на фоне которых происходившая переброска войск в Крым не должна была привлечь внимания.

### 27 февраля — 5 марта. Начало активных действий России и смена крымского правительства

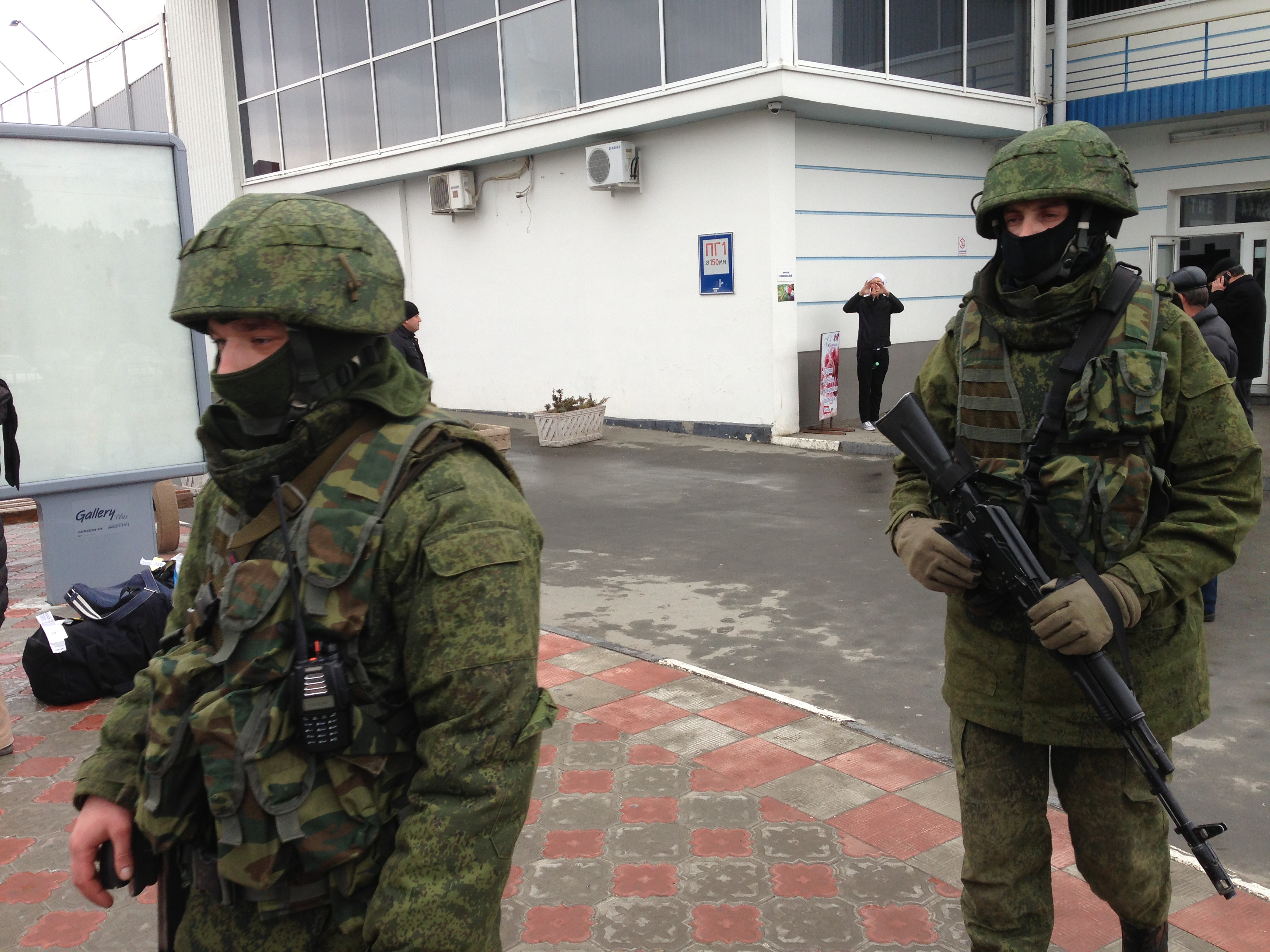
Российские военные с АК-74М в форме без знаков различия патрулируют симферопольский аэропорт 28 февраля 2014 года

Меньше чем через неделю после бегства Януковича Россия в ходе тайной специальной операции заменила местное правительство в Крыму российскими доверенными лицами и поручила им подготовить регион к российской аннексии. Активная фаза российской операции в Крыму началась в условиях политического перехода и хаоса на Украине, вызванного сменой президента. Новый глава государства был назначен Верховной радой 23 февраля (см. выше), однако все ещё не были назначены министр обороны, начальник Генштаба, представитель президента в АРК, глава Севастопольской администрации и министр иностранных дел. Отсутствие высшего военного командования сковало возможности украинских войск по своевременному и эффективному реагированию на стремительно менявшуюся ситуацию в первые дни российской операции, что способствовало курсу России в Крыму — Украина, в сущности, не среагировала на операцию, когда та перешла в активную стадию. Это произошло 27 февраля. Основные события в этот день происходили в Симферополе и на административных границах между АР Крым и Херсонской областью.
Рано утром, в 4 часа 20 минут по местному времени бойцы российского спецназа (по некоторым утверждениям — при участии местных добровольцев) захватили здания Верховного совета и Совета министров АР Крым; по данным интернет-издания Лента.ру, нападавшие были в полной боевой экипировке, но без знаков различия. Над зданиями были подняты российские флаги, а у входа появились баррикады.
Премьер-министр Анатолий Могилёв в эфире ГТРК Крым призвал крымчан сохранять спокойствие, заверив их, что ситуация под контролем. Он отметил, что неизвестные лица вывели на улицу людей, которые на момент захвата находились в зданиях, агрессии по отношению к ним не проявляли. Сотрудникам правоохранительных органов, которые находились на охране зданий, было возвращено табельное оружие. В связи со сложившейся ситуацией в Симферополе был объявлен выходной день, для урегулирования ситуации в Крыму был создан штаб. Анатолий Могилёв призвал крымчан не приближаться к захваченным зданиям и сохранять спокойствие, а все политические силы — не допустить агрессии на улицах города.
В связи с захватом административных зданий по тревоге был поднят личный состав внутренних войск и милиции. Центр города был оцеплен милицией, которая не предпринимала никаких активных действий (позднее, впрочем, через оцепление к парламенту прорвалось несколько сотен пророссийских активистов).
Командир группы, занявшей административные здания, отказался вести переговоры с Могилёвым, заявив, что у него на это нет полномочий. Позднее вооружённые люди пропустили в здание парламента депутатов, которые провели внеочередную сессию. Правительство Анатолия Могилёва было отправлено в отставку, а новым премьер-министром Крыма был назначен лидер «Русского единства» Сергей Аксёнов. По заявлениям крымских (а позднее и российских) властей, назначение Аксёнова премьером было согласовано с Виктором Януковичем, которого они по-прежнему считают юридически избранным президентом Украины и через которого крымским властям, по их утверждениям, удалось договориться о помощи со стороны России; украинские же власти позднее объявили назначение нового крымского правительства незаконным и предложили Верховному Совету отменить его. Парламент АРК также принял решение о проведении в Крыму референдума «по вопросам усовершенствования статуса и полномочий» региона, на который предполагалось вынести вопрос: «Автономная Республика Крым обладает государственной самостоятельностью и входит в состав Украины на основе договоров и соглашений (за или против)». Президиум парламента заявил, что на Украине произошёл «неконституционный захват власти радикальными националистами при поддержке вооружённых бандформирований», и в этой ситуации Верховный Совет «принимает на себя всю ответственность за судьбу Крыма».
Группа российских военных без опознавательных знаков собрала по Симферополю депутатов Крымского Верховного совета и доставила их в захваченное здание парламента. Депутаты не особо хотели принимать участие в происходящих событиях. По сообщениям гражданина РФ Игоря Гиркина, одного из командиров, участвовавших в крымских событиях, им приходилось «загонять» депутатов в зал для принятия решений. В захваченном российскими силами здании Верховного Совета Автономной Республики Крым была проведена чрезвычайная сессия парламента АРК. Захватившие крымский парламент российские военные отрезали коммуникации и заставили депутатов проголосовать по заранее подготовленным решениям об отстранении назначенного Януковичем премьер-министра Крыма Анатолия Могилева. Пресс-служба парламента сообщила, что из 64 присутствующих депутатов 55 проголосовали за отстранение крымского премьера Анатолия Могилева, 53 проголосовало за назначение Аксенова, и 61 - за назначение референдума о 'суверенитете' Крыма на 25 мая, день выборов президента Украины. Присутствие спецназа РФ в парламенте фактически сделало голосование принужденным, а журналисты, беседовавшие с депутатами, которые не были на сессии, но оказались зарегистрированными и проголосовавшими, выяснили, что достаточного для принятия решений количества депутатов — кворума — на сессии не было. Депутат крымского парламента Николай Сумулиди, значившийся как голосовавший за проведение референдума и смену правительства АРК, заявил, что не присутствовал на голосовании и три месяца не появлялся в Верховном Совете (последнее подтвердил и Рефат Чубаров). Сообщалось, что после занятия зданий парламента и правительства АРК их официальные сайты были отключены, а у депутатов, участвовавших во внеочередной сессии, были изъяты средства связи, по утверждению заместителя председателя Верховного совета АРК Сергея Цекова — «чтобы нас не могли прослушать». Произошедшее не имело легитимности и представляло собой осуществленный Россией военный переворот.
Президент России Владимир Путин в вышедшем 2015 году интервью утверждал, что действия РФ были направлены на «обеспечение безопасности» крымских парламентариев, чтобы ВС мог собраться и осуществить «предусмотренные законом действия». Сергей Цеков утверждал, что «вооружённых людей» пригласили сами крымские депутаты, а Валентин Наливайченко, возглавлявший СБУ во время крымских событий, позднее отвергал трактовку этих событий как захвата крымского парламента, утверждая, что это была «была операция по передаче под контроль российским войскам здания парламента Крыма накануне голосования, которое инспирировали и провели граждане Украины, члены Партии регионов, руководители крымского парламента». Вместе с тем, журналисты российской «Газеты. Ру» пишут, что многих депутатов было трудно убедить прибыть на заседание, поскольку те опасались, что рано или поздно новая центральная власть Украины возьмёт ситуацию под контроль, а это не сулило пророссийским силам ничего хорошего. По словам Ильми Умерова, «за некоторыми депутатами заезжали вооруженные люди», требовавшие от них прибыть на сессию ВС.
В последующем, с 2015 года, этот день стал памятным днём России — Днём Сил специальных операций; хотя в самом указе обоснование выбора даты не приводилось, ряд СМИ, в частности государственная «Российская газета», связали установленную дату именно с крымскими событиями минувшего года.

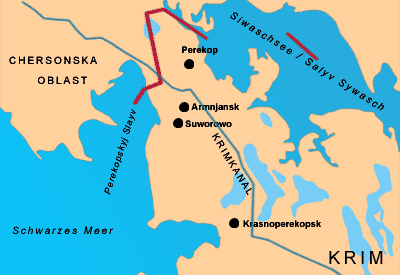
Перекопский перешеек

Утром 27 февраля 2014 года произошло и другое важное событие — блокпосты на Перекопском перешейке и на полуострове Чонгар, контролирующие автомобильное движение между Крымским полуостровом и Херсонской областью, были заняты бойцами крымского «Беркута» и их коллегами из других регионов Украины. Как утверждал народный депутат Верховной Рады Украины Геннадий Москаль, там «выставили бронетранспортёры, выставили гранатометы, выставили автоматы, пулеметы и тому подобное […] Въехать в автономию другими сухопутными путями невозможно, только морем. Таким образом, Крым полностью заблокирован». Это означало начало отделения Крыма от материковой Украины.

Участники митинга у здания Верховного совета

В ночь с 27 на 28 февраля поступили сообщения о том, что в международные аэропорты Севастополя и Симферополя прибыли «отряды самообороны Крыма». При этом аэропорт Севастополя «Бельбек» был заблокирован вооружёнными людьми, тогда как аэропорт «Симферополь» продолжал работу в штатном режиме. В обоих аэропортах с отрядами самообороны соседствовали сотрудники МВД Украины, никаких столкновений между ними не происходило, и оружие не применялось. Захватчики аэропортов не скрывают, что их цель — не пустить в Крым руководителей силовых ведомств Украины. Глава МВД Украины Арсен Аваков заявил на своей странице в сети Facebook, что аэропорты захвачены российскими военными, и обвинил Россию в вооружённом вторжении и оккупации Крыма. Силовое противостояние на авиабазе Бельбек, где дислоцировалась в/ч № 4515 — авиабригада под командованием полковника Юлия Мамчура, — продолжалось вплоть до 22 марта, когда авиабаза была взята штурмом.

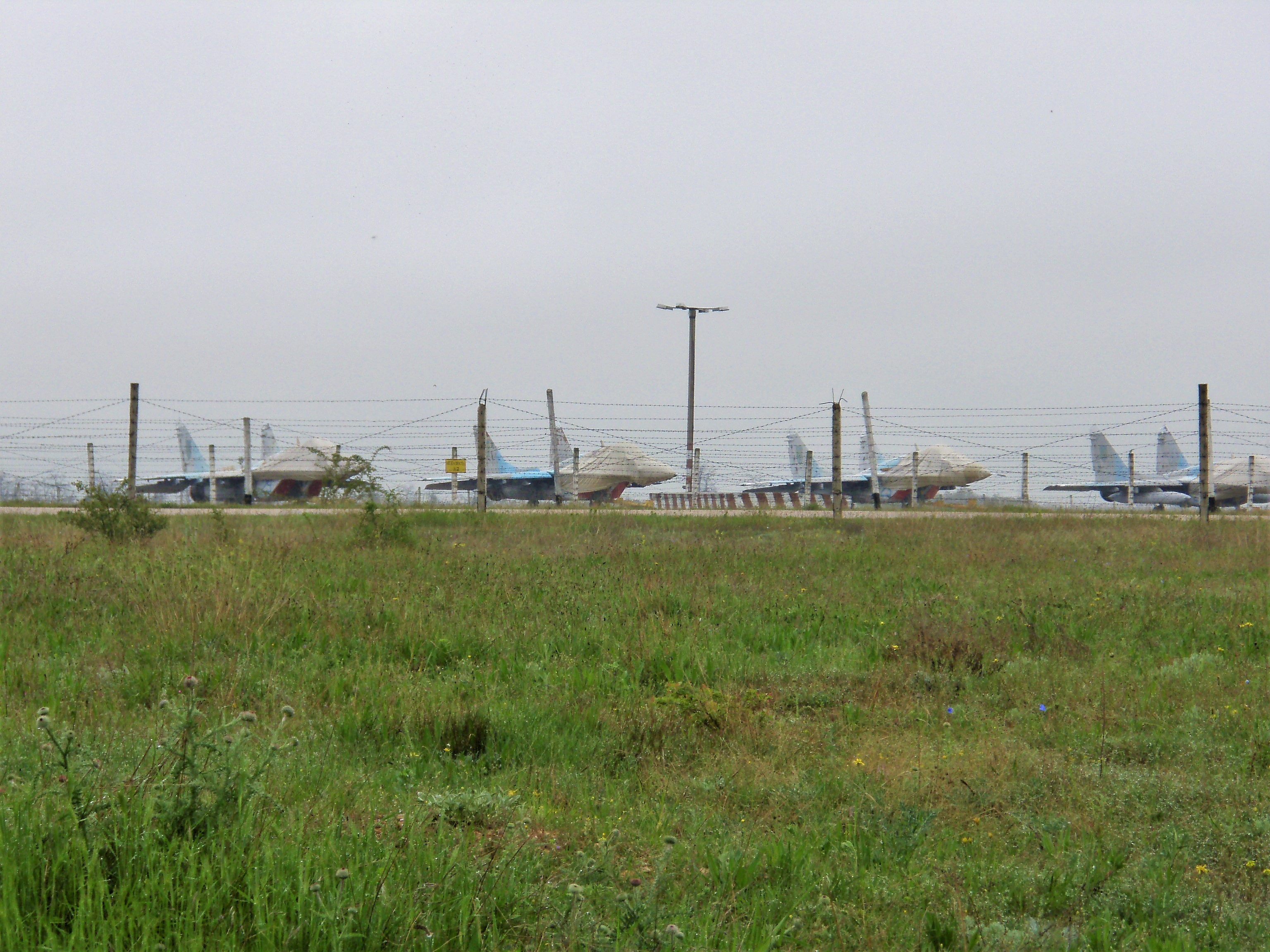
Авиабаза Бельбек в 2011 году

Пресс-служба ЧФ РФ заявила о непричастности российских военнослужащих к блокированию аэродрома «Бельбек», признав при этом, что «с учётом нестабильной обстановки, складывающейся вокруг мест дислокации частей Черноморского флота в Крыму, а также мест компактного проживания военнослужащих и членов их семей», «усилена их охрана подразделениями антитеррора из состава Черноморского флота».
Утром 28 февраля вооружённые люди в военной форме захватили государственное предприятие «Крымаэрорух», обеспечивающее полёты самолётов над территорией полуострова. В то же время ракетный катер ЧФ РФ встал на стоянку на внешнем рейде Балаклавской бухты под Севастополем, чем фактически заблокировал выход из бухты в море кораблям и катерам бригады Государственной пограничной службы Украины. Тогда же, по сведениям украинских пограничников, военнослужащие 810-й бригады морской пехоты Черноморского флота России блокировали Севастопольский отряд морской охраны погранвойск в Балаклаве. Как утверждали военные, действия предприняты с целью пресечения захвата оружия экстремистами. Состоялся также перелёт в Крым десяти российских боевых вертолётов, приземлившихся в районе аэропорта «Кача» (украинская сторона была официально оповещена только о трёх вертолётах). Произошёл захват военного аэродрома в посёлке городского типа Новофёдоровка (Сакский район). «Камазы» с вооружёнными людьми без знаков различия начали дежурство в Симферополе у воинской части на улице Крейзера и в районе расположения полигона НИТКА и аэродрома ВМСУ (Саки).
Вооружённые люди без знаков различия появились в районе государственной телерадиокомпании «Крым» и установили охрану по периметру территории. Вечером вооружённые люди заняли ГТРК «Крым», сообщив персоналу, что они будут охранять компанию. Позже то же произошло в телерадиокомпании «Ялта». Там в захвате участвовало 30 автоматчиков. С минуты на минуту ожидался захват телекомпании АТР.
В связи с захватом неизвестными лицами нескольких узлов связи в Крыму ОАО «Укртелеком» официально сообщило об утрате технической возможности обеспечивать связь между полуостровом и остальной территорией Украины, а также, вероятно, на самом полуострове. В результате действий неизвестных были физически повреждены несколько волоконно-оптических магистральных кабелей компании. Как следствие, в Крыму было практически прекращено предоставление услуг фиксированной телефонной связи, а также доступа к сети Интернет и мобильной связи ТриМоб.
Прибывшего вечером 28 февраля в Симферополь для встречи с депутатами Верховного Совета Крыма народного депутата Украины Петра Порошенко пророссийские активисты встретили криками «Россия», «Беркут», «Вон из Крыма». Порошенко был вынужден ретироваться. В Симферополе около 60 активистов заблокировали вход на территорию постоянного представительства президента Украины в АРК, протестуя против назначения Александром Турчиновым Сергея Куницына на должность представителя президента. В тот же день, без согласования с Верховным советом АР Крым, новые украинские власти назначили Игоря Авруцкого начальником Главного управления внутренних дел в АРК.
Во второй половине дня, по информации российских СМИ, украинские власти закрыли воздушное пространство над Симферополем. Аэропорт Симферополя целые сутки не принимал и не отправлял самолёты. Агентство Reuters сообщило о закрытии воздушного пространства над всем Крымом.
По утверждению постоянного представителя президента Украины в Крыму Сергея Куницына, вечером 28 февраля на авиабазе Гвардейское близ Симферополя приземлилось 13 военно-транспортных самолётов Ил-76, в каждом из которых находилось около 150 российских десантников. Куницын расценил происходившее в Крыму как вооружённое вторжение России. По данным Госпогранслужбы Украины, таких самолётов было восемь, по словам и. о. министра обороны Украины Тенюха, самолётов Ил-76 было всего семь, а по сведениям журналистов «Новой газеты», — лишь пять. По сведениям «Новой газеты», для участия в операции были привлечены силы спецназа и отдельные подразделения ВДВ из Пскова, Тулы, Ульяновска, а также «специально завезённые в Крым гражданские лица», которые «выполняли по этому плану роль мирного населения, решительно поддержавшего российскую армию при захвате объектов». Как заявил в 2015 году президент РФ Владимир Путин, во время крымских событий под видом усиления охраны российских военных объектов в Крым перебрасывались спецподразделения ГРУ и силы морской пехоты, десантников для блокирования и разоружения украинских воинских частей.
По сообщениям СМИ, спустя несколько часов после посадки российских военно-транспортных самолётов в Крыму украинское командование подняло в воздух два самолёта Су-27 с приказом на применение оружия против самолётов, нарушающих государственную границу. Хотя те недолго патрулировали границу, этот шаг в определённой степени (на несколько последующих дней) сдержал Россию в переброске войск по воздуху. Российские вертолёты, успевшие пересечь границу с Крымом были привлечены к блокированию воинских частей ВСУ, оказывая на украинских военных психологическое давление.
Как пишет эксперт российского Центра анализа стратегий и технологий (ЦАСТ) Антон Лавров, критическая фаза российской операции в Крыму продолжалась несколько последующих за 28 февраля дней. Хотя внезапное появление российских войск без знаков различия в разных концах Крыма шокировало украинских военных, те пока обладали численным преимуществом и абсолютным превосходством в тяжёлых вооружениях; воспользоваться этим им мешало прямое указание украинского руководства воздерживаться от активных действий («не поддаваться на провокации»). Их шок от стремительных перемен и низкая боеспособность также не способствовали удержанию полуострова Украиной. Россия же тем временем пыталась перебросить как можно больше войск по морю. Вечером 28 февраля на территории Керченской паромной переправы появилось несколько десятков вооружённых автоматами, пулемётами и снайперскими винтовками людей в полевой форме без знаков различия, приехавших со стороны Феодосии на шести «Уралах» с российскими номерами.
Между тем в Крым направлялись реестровые казаки российского Кубанского казачьего войска и другие добровольцы из России (а также пророссийские силы из-за пределов РФ). Пограничный контроль на границе РФ и Украины всё ещё был сравнительно упрощённым и невооружённые лица пересекали её без особых проблем. Прибытие как пророссийских добровольцев, так и дополнительных подкреплений российских Вооружённых сил позволяло России шаг за шагом расширять масштаб операции и блокировать больше целей, в том числе и невоенные объекты.
В ночь с 28 февраля на 1 марта началось блокирование украинских воинских частей в Крыму «отрядами самообороны» и вооружёнными людьми без знаков различия. Корреспондент украинского телеканала «Интер» Роман Бочкала сообщил, что «повсеместно в воинских частях Крыма идут переговоры. Приезжают российские военные и требуют от командиров переподчиниться крымскому правительству. А учитывая, кто его возглавляет, то, по сути, Москве. Задача — вывести армию из-под контроля Киева. Хорошая новость: если это произойдёт, войны не будет. Плохая новость: Украина потеряет Крым».
В частности, был осуществлён силовой захват аэродрома Кировское, где размещалась рота отдельного батальона морской пехоты в составе 43 военнослужащих и шести бронетранспортёров БТР-80. К аэродрому прибыла группа российских военнослужащих на грузовых автомобилях и БТР в сопровождении казаков. Казаки пояснили, что опасаются прибытия на аэродром самолётов с десантниками из центральных и западных регионов Украины. После захвата аэродрома было выведено из строя оборудование для руководства полётами.
Состоялось закрытое заседание СНБО Украины, на котором обсуждалась ситуация на полуострове. По словам главы СБУ Валентина Наливайченко, там происходило «полномасштабное использование военнослужащих РФ», переход на сторону РФ сотрудников правоохранительных органов, захват и блокирование транспортной инфраструктуры переодетыми военнослужащими Черноморского флота РФ, на сторону которых перешли Сергей Аксёнов и Владимир Константинов. Министр обороны Игорь Тенюх указывал на концентрацию войск РФ вдоль всей восточной границы и участие российского спецназа в захвате административных зданий, также отмечая неготовность украинской армии к полномасштабной войне. На заседании высказывались предложения не отвечать на действия РФ военной силой, а конфликт разрешить политическими консультациями (в крайнем случае — предоставлением региону дополнительных прав). Предложение о введении военного положения по всей стране не было принято, его поддержал только Александр Турчинов.

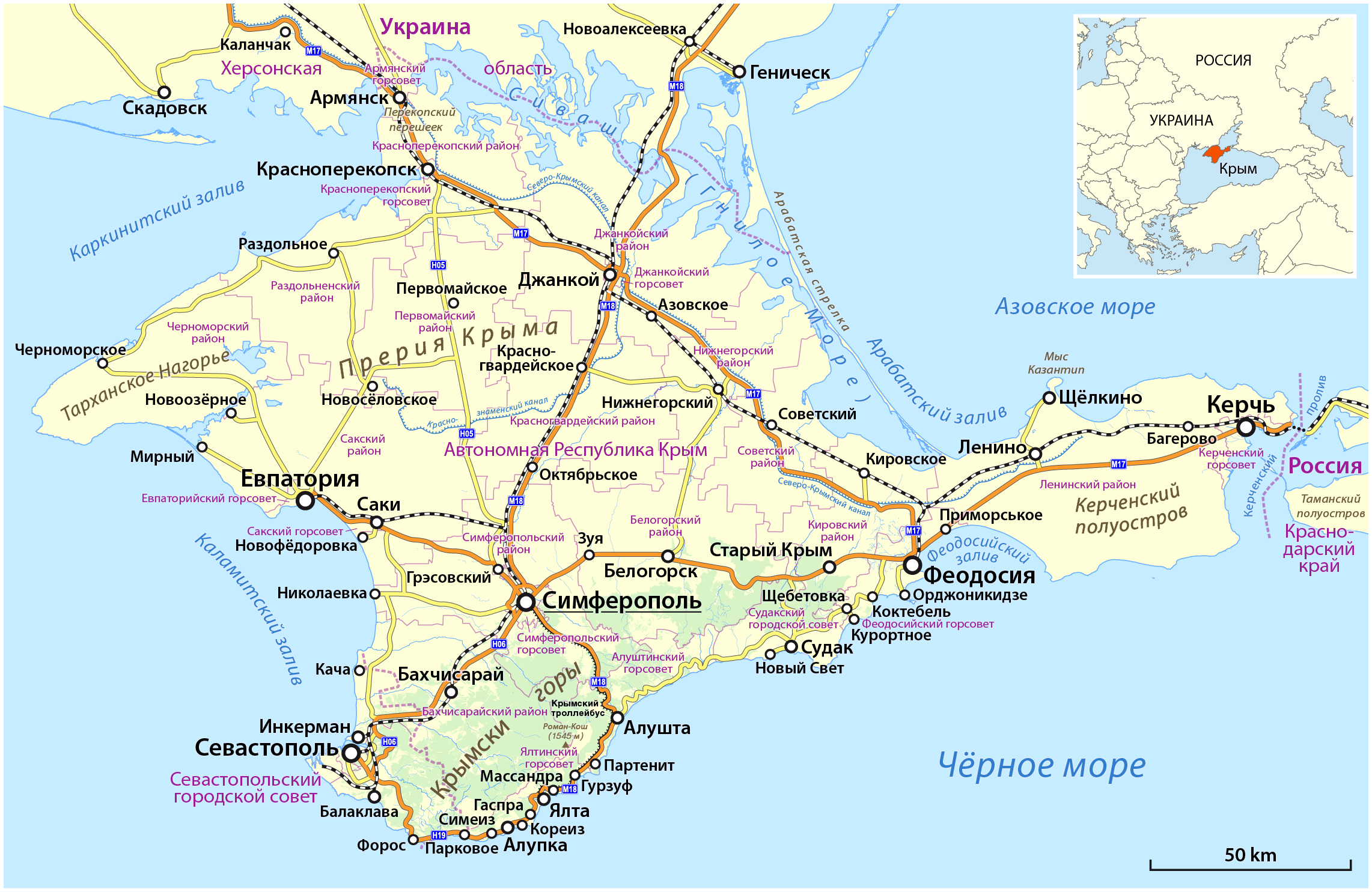
Карта Крыма

1 марта центр Симферополя находился под контролем вооружённых людей, по улицам разъезжали военные грузовики, у здания парламента были выставлены два пулемётных гнезда. «Вежливые люди» в форме без знаков различия блокировали административные здания и объекты инфраструктуры, укрепляя российский контроль над политическим центром АР Крым. В их число помимо здания правительства и Верховного совета Крыма вошли аэропорт, телерадиостанции, объекты «Укртелекома», военкоматы.

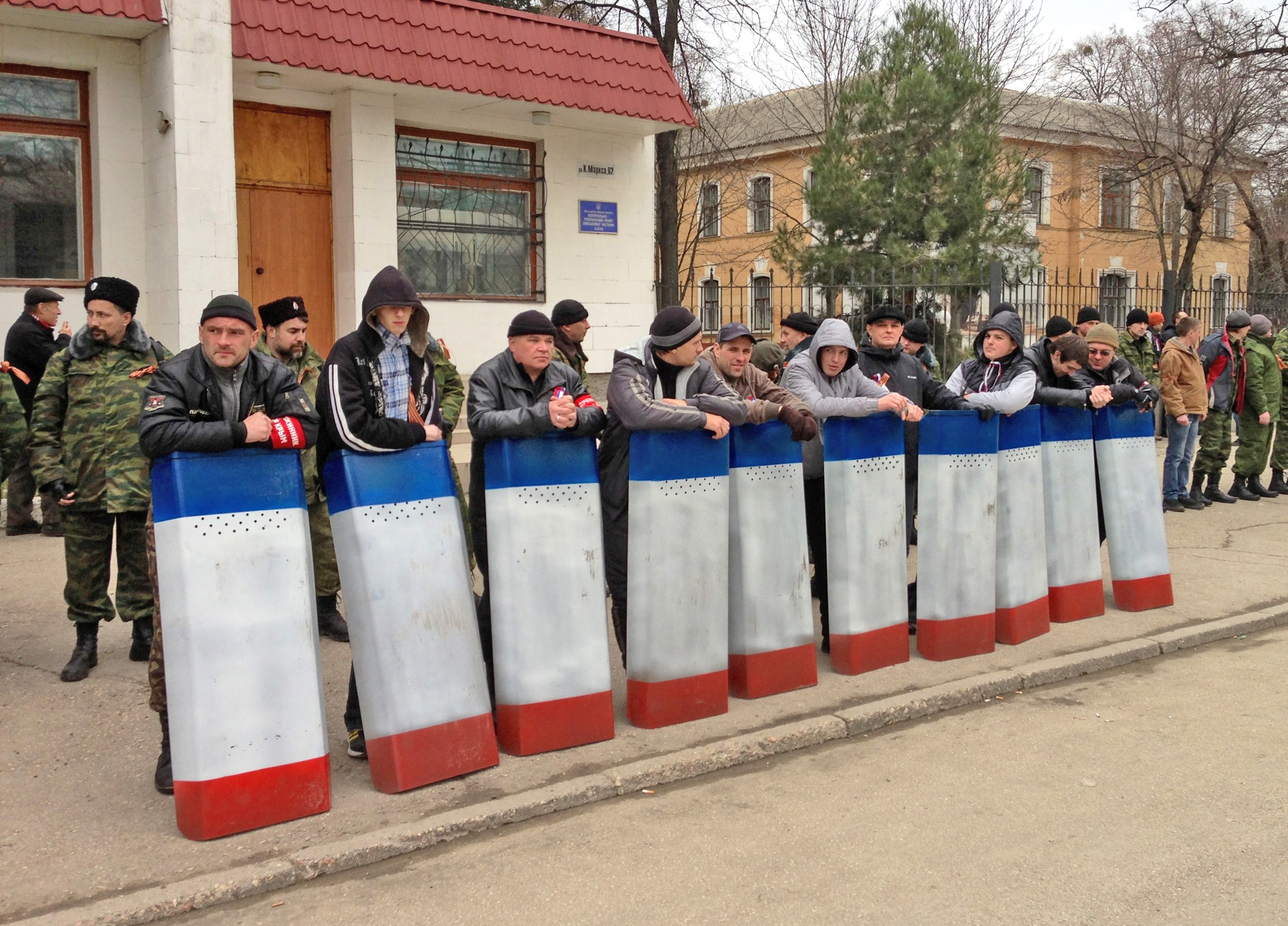
Охрана правительственных учреждений отрядом Самообороны в Симферополе. 2 марта 2014 года.

Рано утром новый руководитель крымской милиции с группой сопровождающих лиц появился в Симферополе и попытался прорваться в здание ГУВД, но был остановлен отрядом самообороны. На первом заседании крымского правительства в новом составе Сергей Аксёнов сообщил, что власти Крыма наладили сотрудничество с Черноморским флотом по совместной охране жизненно важных объектов. В связи с попыткой Авруцкого прорваться в здание ГУВД Аксёнов провозгласил себя руководителем всех силовых структур на территории Крыма.
3 марта 2014 года на заседании Совбеза ООН российский дипломат Виталий Чуркин заявил, что российский президент Путин получил от президента Украины Виктора Януковича обращение с просьбой «использовать российские войска для восстановления законности и защиты населения Украины». Эти призывы к России были запоздалыми попытками придать легитимности уже проходящему вооруженному захвату Крыма Россией, что в дальнейшем приводилось российскими властями аргумента в пользу правомерности своих военных действий на полуострове — хотя президент Украины не имел конституционного права давать согласие на ввод иностранных войск (да и само право Януковича выступать в качестве главы украинского государства было спорным), а действия России были направлены на аннекесию части территории Украины. а не на восстановление власти «законного руководства» страны.
И. о. министра обороны Украины Игорь Тенюх заявил на заседании правительства, что Россия увеличила свой военный контингент в Крыму на шесть тысяч военнослужащих, грубо нарушив существующие соглашения. По его словам, на полуостров было переброшено также около 30 российских БТР-80, российские военнослужащие блокируют административные здания и военные части, что также является грубым нарушением договорённостей, в том числе Будапештского меморандума.
Тем временем в порт Феодосии зашёл российский десантный корабль «Зубр».Вооружённые люди без опознавательных знаков оцепили военную базу спецподразделения «Тигр» в посёлке Краснокаменка под Феодосией. Военнослужащие ЧФ окончательно заблокировали пограничную часть в Балаклаве и предложили украинским пограничникам покинуть часть на своих кораблях, оставив её полностью под контролем российских военнослужащих. Украинская сторона предложение приняла. В Джанкое российские войска заняли бывший аэродром. В Крым по трассе Харьков — Симферополь продолжают прибывать автомобили с российскими «казаками», которые делают «перевалочную» остановку в Джанкое.
По данным Госпогранслужбы Украины, «в 21:10 1 марта в порт Севастополя вошли два больших десантных корабля Балтийского флота Российской Федерации „Калининград“ и „Минск“. 2 марта этого года в г. Севастополь зашли большие десантные корабли „Оленегорский горняк“ Северного флота и „Георгий Победоносец“ Балтийского флота Российской Федерации. Заход военных кораблей осуществлён … без разрешения администрации Государственной пограничной службы Украины». В последующем эти корабли использовались при переброске техники в Крым из Новороссийска.
Вечером 1 марта президент России Владимир Путин внёс в Совет Федерации обращение об использовании российских войск на территории Украины «до нормализации общественно-политической обстановки в этой стране». Причины запроса, объявленные в обращении, — экстраординарная ситуация, сложившаяся на Украине и угроза жизни граждан России и личного состава воинского контингента Вооружённых Сил РФ, дислоцирующегося на территории Украины. Совет Федерации, собравшись на внеочередное заседание, единогласно 90 голосами (100 % присутствующих, 54,2 % состава палаты) дал согласие на использование российских войск на Украине
Депутаты городского совета Севастополя проголосовали за то, чтобы не подчиняться решениям новых властей Украины, «пришедших к управлению государством путем вооружённого государственного переворота», а также поддержали проведение в Крыму референдума о статусе автономии и наделили соответствующими полномочиями координационный совет Севастополя по обороне и обеспечению жизнедеятельности города.
Тем временем в Крыму, после встречи с Аксёновым, Авруцкий подал рапорт об отставке, а новым руководителем крымской милиции был назначен Сергей Абисов.
На протяжении ночи в украинские воинские части, дислоцированные на территории Крыма, приезжали неизвестные «переговорщики», которые предлагали украинским военным не оказывать сопротивления военнослужащим ВС РФ, сложить оружие и перейти на сторону «законной власти Крыма», обещая обеспечить достойные условия службы и социальную защиту. В зависимости от ситуации, прибывшие уговорами или силой заставляли выдать им оружие и боеприпасы и вывозили их на грузовиках.
Так, утром 2 марта заместитель командующего Южным военным округом РФ и заместитель командира 810-й бригады морской пехоты ЧФ предъявили ультиматум 1-му батальону морской пехоты ВМС Украины в Феодосии — в течение часа сложить оружие и передать российским военнослужащим склады. В Севастополе был блокирован штаб ВМС Украины, здание было обесточено. Была блокирована 36-я бригада береговых войск, дислоцирующаяся в с. Перевальном (Симферопольский район).
Около тысячи крымских татар попытались выступить в качестве «живого щита» между военнослужащими батальона морской пехоты ВМС Украины (в/ч А-0669) в Керчи и группой вооружённых российских военнослужащих, оцепивших территорию воинской части. С 3 марта украинский флаг был снят, украинские и российские военнослужащие приступили к совместному несению караула.
К вечеру 2 марта бескровно были захвачены штабы Азово-Черноморского регионального управления и Симферопольского пограничного отряда Погранслужбы Украины, установлен контроль над одним из украинских дивизионов ПВО в районе мыса Фиолент.
2 марта коллегия Генеральной прокуратуры Украины выступила с обращением, в котором заявила: «Военнослужащие Вооружённых сил Украины должны помнить, что они присягали на верность украинскому народу! Следовательно, выполнение ими требований по сдаче оружия, оставление военной техники и мест дислокации будет расцениваться как государственная измена с соответствующими правовыми последствиями»
В ночь со 2 на 3 марта в зале заседаний крымского Совета министров состоялась церемония принятия присяги рядом руководителей силовых ведомств. «На верность народу Крыма» присягнули начальник Службы безопасности Пётр Зима, начальник Главного управления внутренних дел Сергей Абисов, начальник Главного управления Службы по чрезвычайным ситуациям Сергей Шахов и исполняющий обязанности начальника пограничной службы Виктор Мельниченко (ранее — первый заместитель начальника Азово-Черноморского регионального управления Госпогранслужбы Украины). Ранее, 2 марта, присягу принял контр-адмирал Денис Березовский, назначенный командующим ВМС Крыма. По словам Аксёнова, этот день «войдёт в историю автономии как день формирования всех её силовых структур».
Правительство Крыма предприняло попытку склонить на свою сторону личный состав и руководителей силовых ведомств Украины на территории Крыма, но, как сообщали украинские СМИ, эти попытки не имели успеха. Так, было заявлено, что сотрудники Главного управления СБУ в АР Крым отказались признавать назначенного новыми крымскими властями руководителя. Начальник Крымского территориального командования внутренних войск Украины Николай Балан заявил, что внутренние войска подчиняются министру внутренних дел и «все военнослужащие на 100 процентов верны своей присяге и своему воинскому долгу». Отказался подчиняться новому премьер-министру Крыма и руководитель Государственной пенитенциарной службы Украины в АР Крым и Севастополе Олег Грач. В Государственной пограничной службе сообщили: «Несмотря на очень острое противостояние в Симферополе с российскими спецназовцами, пограничники не утратили управления подразделениями охраны государственной границы в Крыму». Пресс-служба Минобороны Украины 3 марта сообщила, что офицеры штаба ВМС Украины отказались перейти на сторону крымского правительства
3 марта президиум Верховного Совета АРК заявил, что развитие политической ситуации на Украине «даёт веские основания для опасений за судьбу страны, создаёт угрозу миру и стабильности в Крыму». По мнению президиума, постановление Верховной рады Украины «О самоустранении президента Украины…» нарушило Конституцию Украины, не предусматривающую прекращение полномочий президента по причине самоустранения от их выполнения, поэтому «правовые основания для возложения обязанностей президента Украины на председателя Верховной рады Украины Турчинова А. В.<…>отсутствуют». Парламент АРК, несущий ответственность за обеспечение прав и свобод её жителей, не может оставаться сторонним наблюдателем разрушительных процессов, происходящих в стране, и «именно эти обстоятельства» побудили ВС АРК принять решение «о проведении республиканского (местного) референдума как формы прямого народовластия по вопросам усовершенствования статуса и полномочий автономии». Президиум заявил, что вопрос референдума не содержит положений об отделении АРК от Украины, при этом «мы выступали и выступаем за наделение Крымской автономии широкими полномочиями, которые должны быть гарантированы при любых изменениях центральной власти и конституции Украины». Президиум ВС АРК поддержал перенос референдума о статусе и полномочиях Крыма на 30 марта.
Председатель ВС АРК Владимир Константинов заявил, что от жителей Севастополя поступила инициатива об изменении правового статуса города и переподчинении его напрямую властям Крыма.
Премьер-министр России Дмитрий Медведев заявил, что российское правительство готово оказать Крыму финансовую помощь. Глава Минфина Антон Силуанов проинформировал, что дефицит бюджета автономии составляет в пересчёте около 35 миллиардов рублей. Финансовая помощь РФ должна стабилизировать финансовую систему Крыма, обеспечить бесперебойную выплату заработных плат, пенсий, пособий и стабильную работу бюджетных учреждений республики.

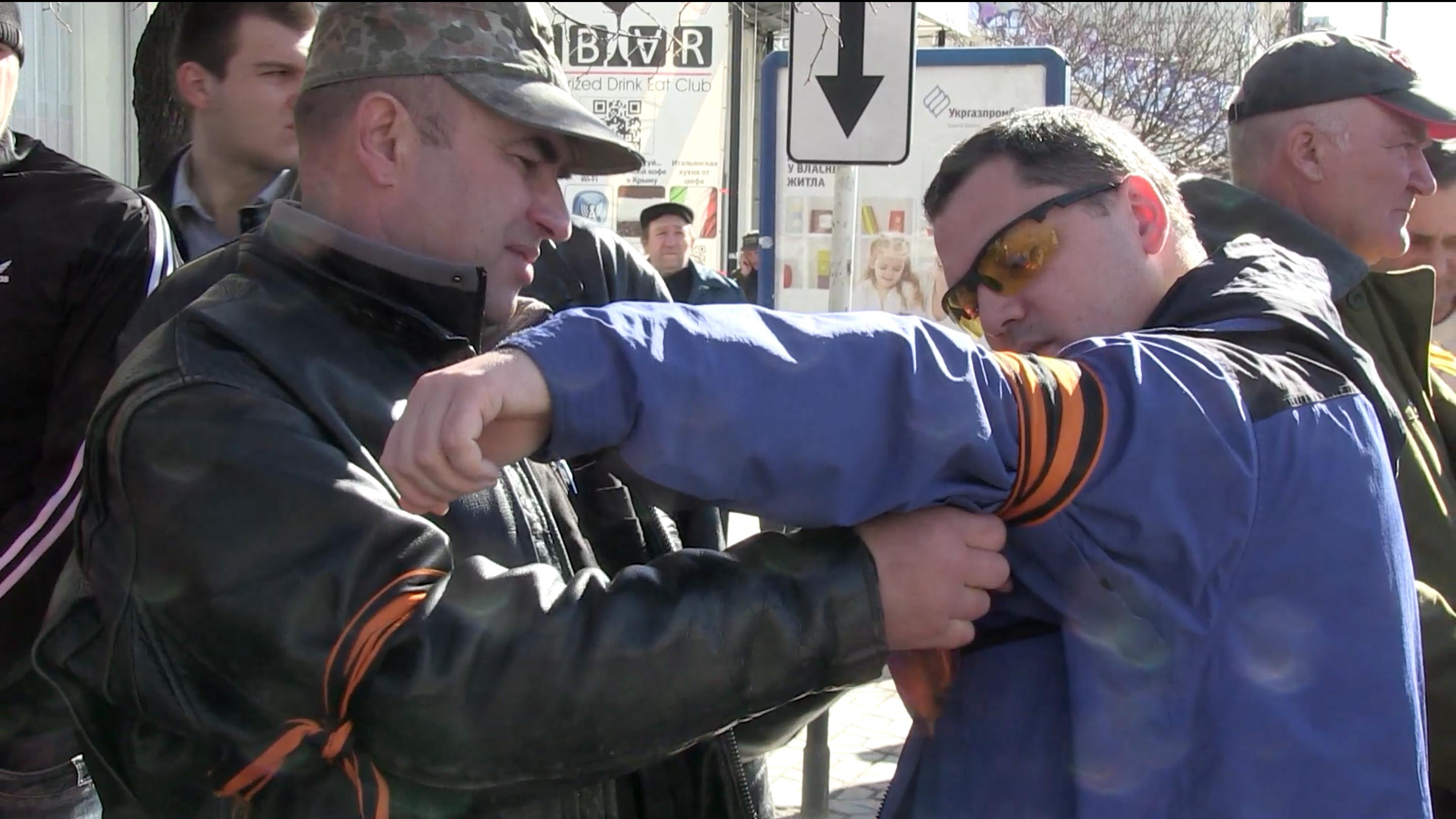
Георгиевские ленточки в Крыму, 3 марта 2014 года

Тем временем из Крыма поступали сообщения о том, что командующий Черноморским флотом РФ Александр Витко якобы предложил украинским военнослужащим сдаться до 5 часов утра 4 марта; в противном случае, российские военные угрожают приступить к штурму подразделений и частей ВС Украины по всему Крыму; в Севастополе казаки попытались захватить штаб ВМСУ при поддержке российских морских пехотинцев, в Севастопольской бухте корабли российского Черноморского флота блокировали корабли ВМСУ «Тернополь» и «Славутич», ракетный катер ЧФ РФ заблокировал выход из озера Донузлав. В Госпогранслужбе Украины заявили, что на паромной переправе Крым-Кавказ происходит накопление бронетехники, продолжаются активные перемещения кораблей российских ВМС в акваторию Чёрного моря на вход и выход из порта Севастополь, российские военные осуществляют моральное и физическое давление на пограничников и активно ведут попытки вербовки персонала.
Личный состав 10-й Сакской морской авиабригады ВМСУ (с. Новофёдоровка) осуществил переброску на запасной аэродром боевых вертолётов и самолётов бригады, чтобы не допустить их захвата российскими военными.
В Государственной пограничной службе Украины сообщили о прорыве в сторону Украины двух микроавтобусов и трёх грузовиков Камаз с вооружёнными лицами через пункт пропуска паромного сообщения «Крым — Кубань» в Керчи под прикрытием военнослужащих ЧФ РФ. В дальнейшем эта группа вооружённых лиц с применением физической силы захватила место дислокации отдела погранслужбы «Керчь».
Координационный совет Севастополя, «учитывая стабилизацию ситуации в городе», принял решение завершить формирование новых отрядов «народного ополчения», поскольку «благодаря активной поддержке жителей» Координационный совет контролирует ключевые силовые структуры обеспечения правопорядка.
Утром 4 марта премьер-министр Крыма Сергей Аксёнов заявил на пресс-конференции в Симферополе, что личный состав украинских воинских частей готов подчиниться новому правительству Крыма и что в отношении командиров, отказывающихся выполнять его приказы, будут возбуждены уголовные дела; «если в результате действий этих командиров прольется кровь, наказание будет жесточайшее для этих руководителей».
4 марта глава СБУ Валентин Наливайченко пожаловался, что российские военные заблокировали работу органов безопасности Украины в Крыму. По словам Наливайченко, СБУ обратилась к российской стороне с требованием предоставления возможности органам безопасности работать, однако «по состоянию на эту минуту ответа нет».
Президент Путин провёл пресс-конференцию о ситуации на Украине, где, в частности, отрицал участие российских войск в крымских событиях, заявив, что там действуют лишь местные силы самообороны. В ответ офицеры-командиры Севастопольской бригады надводных кораблей, кораблей ВМС Украины «Славутич» и «Тернополь» в сообщении для СМИ заявили, что считают себя правомочными «обвинить президента Российской Федерации в неприкрытой лжи», а также сказали, что «в настоящий момент военные корабли ВМС Украины „Тернополь“ и „Славутич“, находящиеся непосредственно в Севастопольской бухте, блокированы боевыми кораблями и судами Черноморского флота ВМФ России, на каждом из которых находятся подразделения морской пехоты количеством до одного взвода, вооружённые автоматическим оружием и в соответствующей экипировке».

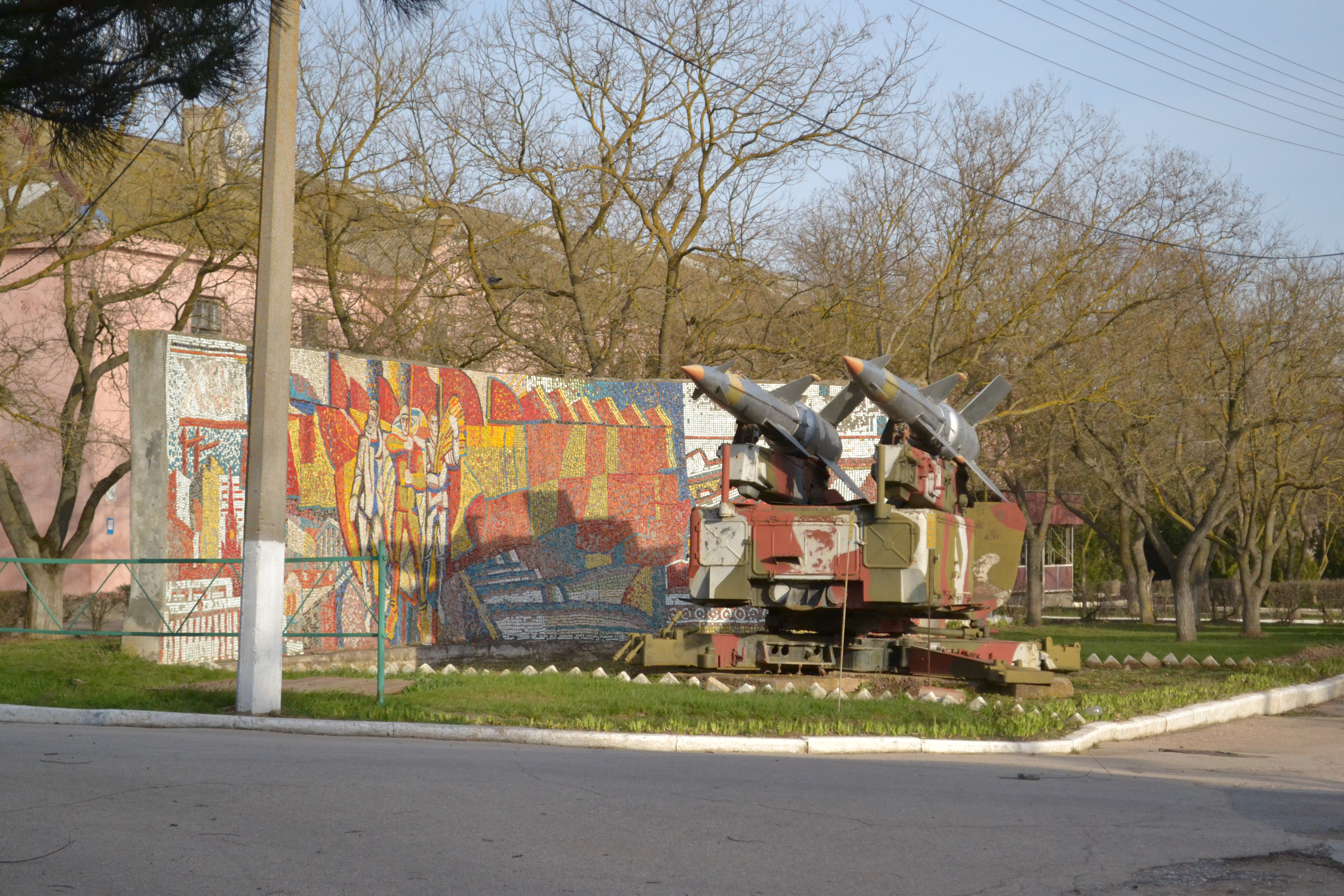
Военная часть в Евпатории

В течение этого дня экипаж корабля управления «Славутич» предотвратил попытку захвата корабля вооружённой группой. Начальник радиотехнических войск Воздушных Сил ВС Украины полковник Сергей Вишневский сообщил, что все командные пункты, радиотехнические батальоны и роты на территории Крыма находятся в осаде российских войск и отрядов крымской самообороны. Российские спецназовцы прорвались на территорию зенитно-ракетного полка под Евпаторией (в/ч А-4519).
Тем временем, как сообщило Радио Свобода со ссылкой на очевидцев, российские военные установили на КПП «Турецкий вал», расположенном на границе Херсонской области и Крыма, усиленный блокпост и окапывают оборонительные позиции для людей и техники. По их словам, на КПП находится около 50 вооружённых российских военнослужащих и военная техника — не менее трёх БТР, шесть-семь бронированных автомобилей «Тигр» (или «Вепрь»), несколько грузовых автомобилей и инженерная техника. Госпогранслужба Украины, со своей стороны, развернула три контрольно-пропускных пункта и выставила пограничные патрули на административной границе с АР Крым. Контрольные пункты были развёрнуты в районе населённых пунктов Сальково, Каланчак и Чаплинка. Согласно информации, эти пункты и патрули усилены военнослужащими мобильных подразделений погранвойск, сотрудниками МВД и военнослужащими ВСУ.
В Генеральном штабе Вооружённых сил Украины заявили, что, по имеющейся информации, на территории Крыма находятся российские военнослужащие, не входящие в состав ЧФ, — в частности, из состава 18-й отдельной механизированной бригады, которая дислоцируется в Чеченской Республике (по данным журналистов «Новой газеты», на самом деле от привлечения чеченцев в министерстве обороны РФ отказались), а также 31-й отдельной десантно-штурмовой бригады ВДВ (Ульяновск) и 22-й бригады спецназначения (Краснодарский край).
Окружной административный суд Киева удовлетворил ходатайство об обеспечении иска Генеральной прокуратуры Украины о признании противоправными некоторых решений, принятых парламентом АРК. В том числе было отменено решение об организации и проведении местного референдума, а также о назначении Сергея Аксёнова главой крымского правительства.
5 марта Сергей Аксёнов обратился к военнослужащим органов военного управления и воинских частей Украины, дислоцированных в Крыму, с призывом защитить автономию от «недобитых последователей Бандеры», которые «убивают и насилуют, грабят и мародёрничают». По словам Аксёнова, руководители государства «неспособны восстановить закон и порядок», ситуация становится критической и в сложившейся обстановке гарантировать мир и стабильность в Крыму могут лишь создаваемые регулярные вооружённые силы Крыма. Премьер-министр Крыма призвал военнослужащих, в период до проведения в АРК референдума не применять оружие во избежание кровопролития и дальнейшего обострения ситуации, сохранять организованность и порядок, «не поддаваться на провокации» со стороны представителей украинских властей, продолжать выполнять обязанности в своих воинских частях и беспрекословно выполнять указания Совета министров АРК, приказы и распоряжения командиров и начальников.
Аксёнов заявил, что, как Верховный Главнокомандующий Вооружёнными Силами АРК, он гарантирует всем военнослужащим ВС Крыма высокий уровень денежного довольствия, полный пакет социальных гарантий, решение жилищной проблемы, трудоустройство членов семей, внеочередное предоставление мест в детских дошкольных и школьных учреждениях.
В Симферополе неизвестные вооружённые люди в военной форме заблокировали автомобиль специального посланника Генерального секретаря ООН Роберта Серри, который был вынужден прервать своё пребывание в Крыму и покинуть полуостров. Как прокомментировал этот инцидент Сергей Аксёнов, «мы не направляли им приглашение, они не предупреждали о приезде, обычная в таких случаях процедура не была соблюдена».

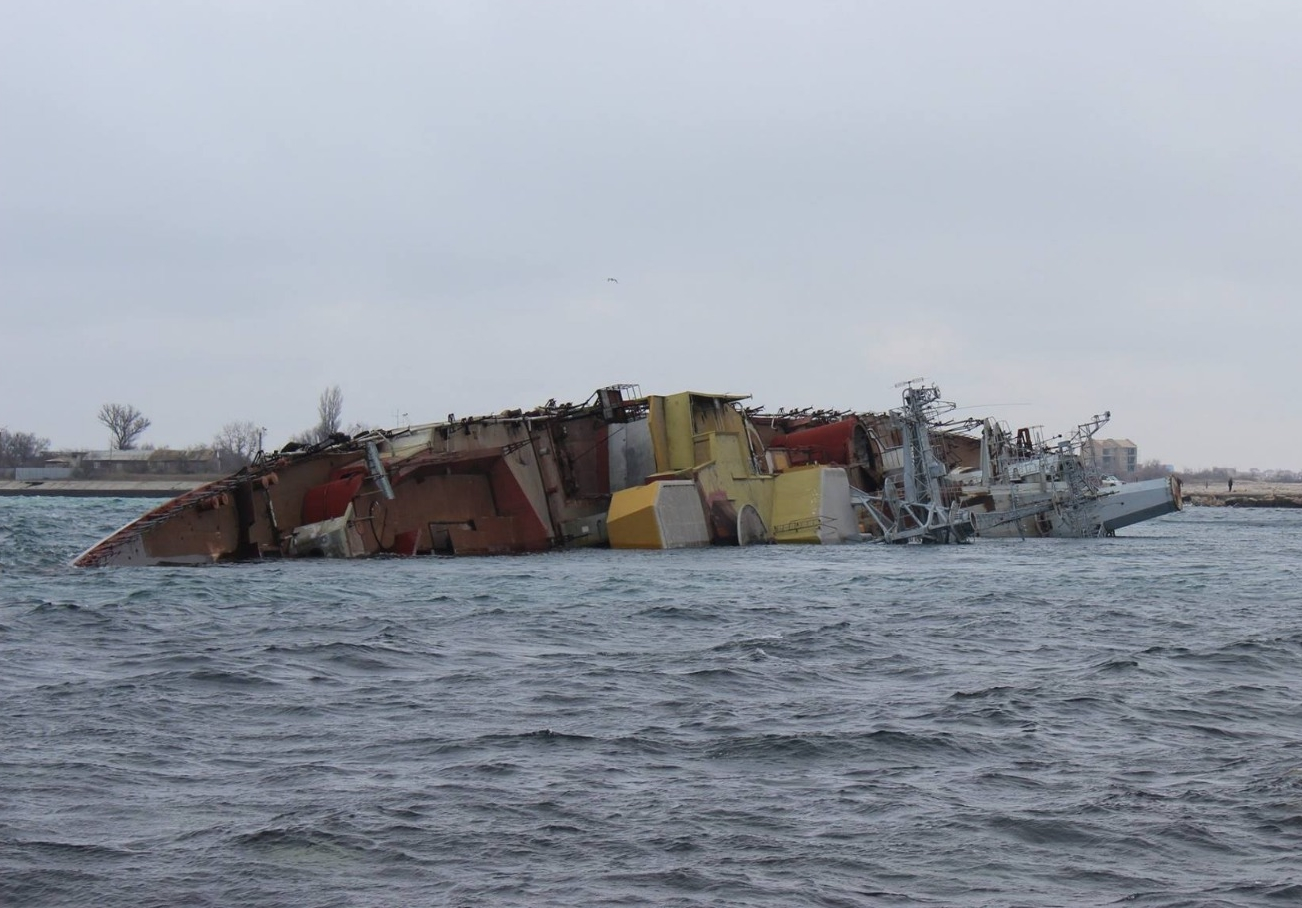
Затопленный корабль «Очаков» в Донузлаве

Ракетный крейсер «Москва» из состава ЧФ в сопровождении четырёх судов обеспечения встал у входа в бухту Донузлав, блокируя таким образом выход кораблей ВМС Украины. Как сообщила пресс-служба Государственной пограничной службы Украины, 12 единиц корабельно-катерного состава Севастопольского и Ялтинского отрядов морской охраны, ушедшие из Крыма ради сохранения жизни и здоровья личного состава, предотвращения захвата кораблей, вооружения и техники, прибыли в Одесский отряд морской охраны, где будут задействованы в охране территориального моря и исключительной (морской) экономической зоны Украины. В ночь с 5 на 6 марта в проливе бухты Донузлав был затоплен списанный большой противолодочный корабль «Очаков», который лёг поперёк пролива, заблокировав выход из бухты украинским судам.
Хотя непосредственный риск сопротивления со стороны воинских частей на полуострове был нивелирован, российские войска, задействованные в крымской операции, «оставались уязвимыми для потенциальной атаки превосходящими силами с материка».

### 6—17 марта. Наращивание российских сил в Крыму, проведение референдума и отделение Крыма от Украины
В последовавшие за захватом административных зданий дни Россия продолжала направлять подкрепления в Крым. Одновременно, по утверждениям Украины, происходило накопление российских войск в прилегающих к восточной части российско-украинской границы регионах РФ. Опасения относительно уязвимости восточных регионов страны вынудили украинское руководство (по его утверждениям) воздержаться от проведения силовой операции в Крыму.
6 марта произошло важное политическое событие — Верховный Совет АР Крым и Севастопольский городской совет приняли решение войти в состав России в качестве субъектов Федерации (а депутаты ВС АРК отдельным пунктом обратились к властям РФ с предложением о начале процедуры такового вхождения) и провести референдум на территории АР Крым и Севастополя, причём не 30 марта, а 16 марта, вынеся на референдум вопрос о вхождении Крыма в состав России на правах субъекта Федерации или восстановлении Конституции Крыма 1992 года при сохранении полуострова в составе Украины. Свои решения крымские парламентарии объясняли реакцией украинских властей на решение о проведении референдума в Крыму, на который ранее не планировалось выносить вопрос о выходе автономии из состава Украины (на Сергея Аксёнова и Владимира Константинова было заведено уголовное дело по статье «Действия, направленные на насильственное изменение или свержение конституционного строя или на захват государственной власти», и как стало известно 5 марта, киевский суд вынес постановление об их задержании) и тем, что на Украине «в результате антиконституционного переворота захватили власть националистические силы», которые «грубо нарушают Конституцию и законы Украины, неотъемлемые права и свободы граждан, включая право на жизнь, свободу мысли и слова, право говорить на родном языке», при этом «экстремистские группировки предприняли ряд попыток проникновения в Крым в целях обострения ситуации, эскалации напряжённости и незаконного захвата власти». Депутаты ВС АРК решили также сформировать независимые от Украины органы исполнительной власти Крыма (министерства юстиции, внутренних дел, чрезвычайных ситуаций, промышленной политики, топлива и энергетики, по информации и массовым коммуникациям, прокуратуру, службу безопасности, налоговую и пенитенциарную службу и социальные фонды) и объявили об отделении судебной системы АРК от украинской. Первый заместитель председателя Правительства АРК Рустам Темиргалиев сообщил, что собственность Украины в Крыму будет национализирована в пользу новых властей региона, вся частная собственность на территории Крыма будет переоформлена с учётом российского законодательства. Он указал на готовность Крыма вступить в рублёвую зону.
В связи с принятием депутатами Верховного Совета Крыма решения о вхождении АРК в состав России Главное следственное управление СБУ начало досудебное расследование по факту посягательства на территориальную целостность и неприкосновенность Украины. Александр Турчинов выступил с обращением к народу Украины, заявив, что остановил решение Верховного Совета Крыма о проведении референдума о вхождении в состав России (соответствующий указ был подписан на следующий день) и что «Верховная Рада Украины будет инициировать роспуск парламента Автономной Республики Крым. Мы защитим неприкосновенность территории Украины». Центральная избирательная комиссия (ЦИК) поручила заблокировать доступ к базе данных Госреестра избирателей для органов Госреестра АР Крым и Севастополя, «учитывая ситуацию, которая сложилась в АР Крым в связи с попыткой подготовки проведения противозаконного местного референдума и с целью обеспечения защиты базы данных Государственного реестра избирателей от незаконного использования персональных данных, обеспечения защиты базы данных Реестра от несанкционированного доступа и злоупотребления доступом, нарушения целостности базы данных Реестра, его аппаратного и программного обеспечения». В свою очередь, глава комиссии по проведению общекрымского референдума Михаил Малышев позднее сообщил, что блокировка Госреестра не помешает проведению референдума.
Командующий ВМСУ контр-адмирал Сергей Гайдук заявил, что в сложившейся в Крыму ситуации украинские военные изо всех сил стараются не допустить кровопролития и жертв среди мирного населения, «не позволить политическим противоречиям разорвать семьи и детей».
В течение 6-7 марта через Керченскую паромную переправу круглосуточно переправлялись колонны военного автотранспорта, следовавшие через Керчь в сторону Феодосии. Военные грузы украинскими пограничниками и таможенниками не досматривались.
Утром 7 марта в проливе бухты Донузлав российскими силами было взорвано и затоплено водолазное судно БМ 416 типа пожарного катера водоизмещением 30-40 тонн.
Делегация Верховного Совета Крыма во главе с его председателем Владимиром Константиновым встретилась в Москве с председателем Госдумы Сергеем Нарышкиным и спикером Совета Федерации Валентиной Матвиенко. Нарышкин заявил, что в России поддержат «свободный и демократический выбор» населения Крыма и Севастополя. Матвиенко заверила, что сенаторы поддержат решение о вхождении Крыма в состав России, если оно будет принято.
Тем временем административным судом Киева решения о референдуме были отменены, в свою очередь юридическое управление секретариата Верховного совета АРК дало разъяснение, что данное постановление административного суда не влечет правовых последствий, так как не было одновременного обращения в Конституционный суд Украины.
8 марта поступили сообщения о том, что российские военные и крымские отряды самообороны приступили к обустройству блокпоста на территории Херсонской области (Арабатская стрелка).
Александр Турчинов назначил новым руководителем Главного управления СБУ в АРК Олега Абсалямова, однако пресс-служба Верховного Совета АРК сообщила, что в Крыму это назначение считают нелегитимным. В Верховном Совете АРК напомнили, что в Крыму создана своя Служба безопасности, начальник которой Пётр Зима назначен в соответствии с Конституцией АРК и регламентом крымского парламента.
В ночь с 8 на 9 марта в Крыму были замечены береговые ракетные комплексы «Бастион-П». Поскольку украинский флот находился в блокаде, размещение этих комплексов было направлено на предотвращение вмешательства в крымские события третьих сил.

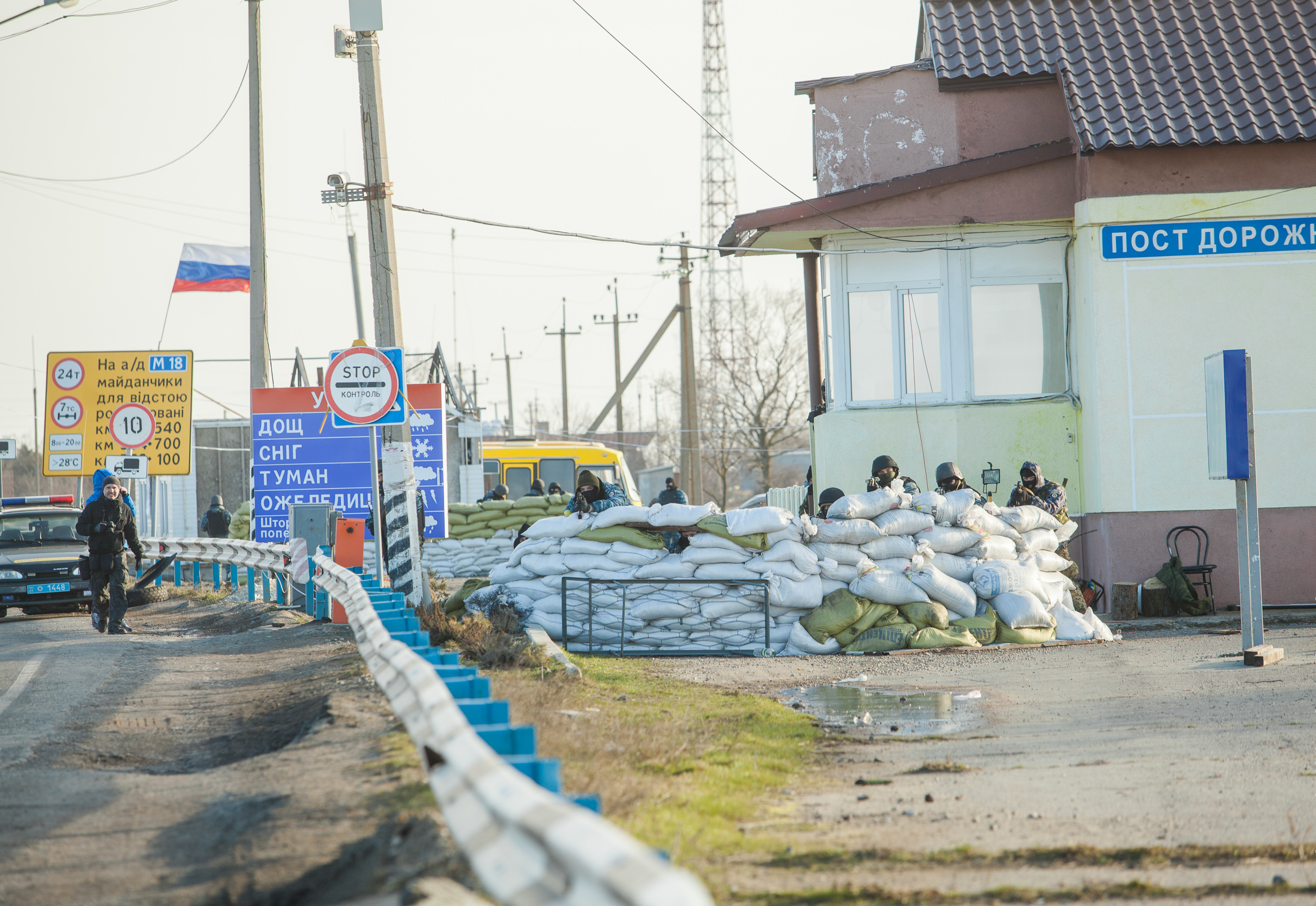
Блокпост на въезде в Крым. 10 марта 2014 года.

9 марта в Симферополе, Севастополе, Евпатории и Керчи прошли митинги в поддержку аннексии Крыма к России. Представители руководства крымской автономии призвали жителей Крыма проголосовать за присоединение к России.
Владимир Константинов заявил в своём обращении к крымчанам на сайте Верховного Совета АР Крым, что передача Крыма Украине в 1954 году без согласия местных жителей представляла собой «вопиющую несправедливость». По словам политика, «Крым исчерпал возможности добиться достойного статуса в составе Украины», а дальнейшее пребывание в её составе «грозит крымчанам не просто унижениями и дискриминацией по культурному и этническому принципу, а самым буквальным физическим уничтожением. <…> Той Украины, в которой мы жили последние 23 года, уже нет, и договариваться в Киеве о совместной жизни в рамках одного государства уже не с кем». Константинов призвал жителей АРК «не упустить шанс, оставаясь крымчанами, никуда не переезжая, вернуться домой — в Россию», которая «поможет адаптироваться» в переходный период.
Зампред комитета Государственной думы по промышленности Павел Дорохин заявил, что правительство РФ зарезервировало порядка 40 млрд рублей на поддержку развития промышленно-экономической инфраструктуры Крыма.

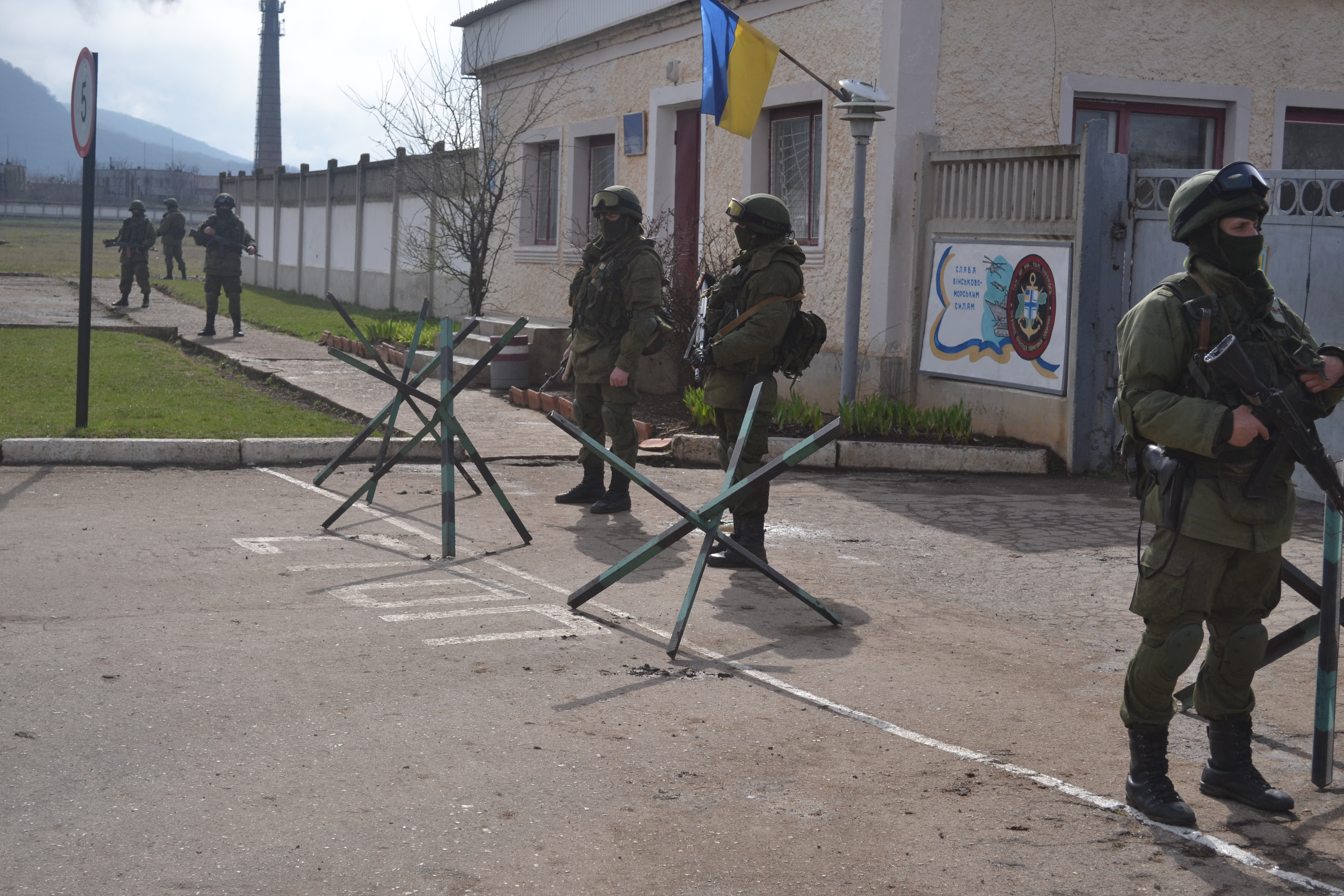
Украинская воинская часть в Перевальном в окружении вооружённых людей

Украинские власти заблокировали счета крымского управления Государственной казначейской службы, на которых находилось более 1 миллиарда гривен (более 110 миллионов долларов), предназначавшихся на выплату пенсий, зарплаты бюджетникам и социальные выплаты. 12 марта счета были разблокированы — по мнению первого вице-премьера АРК Рустама Темиргалиева, в связи с тем, что было необходимо выплачивать денежное довольствие военнослужащим, находящимся на территории Крыма. Это позволило крымским властям провести референдум за счёт регионального бюджета.

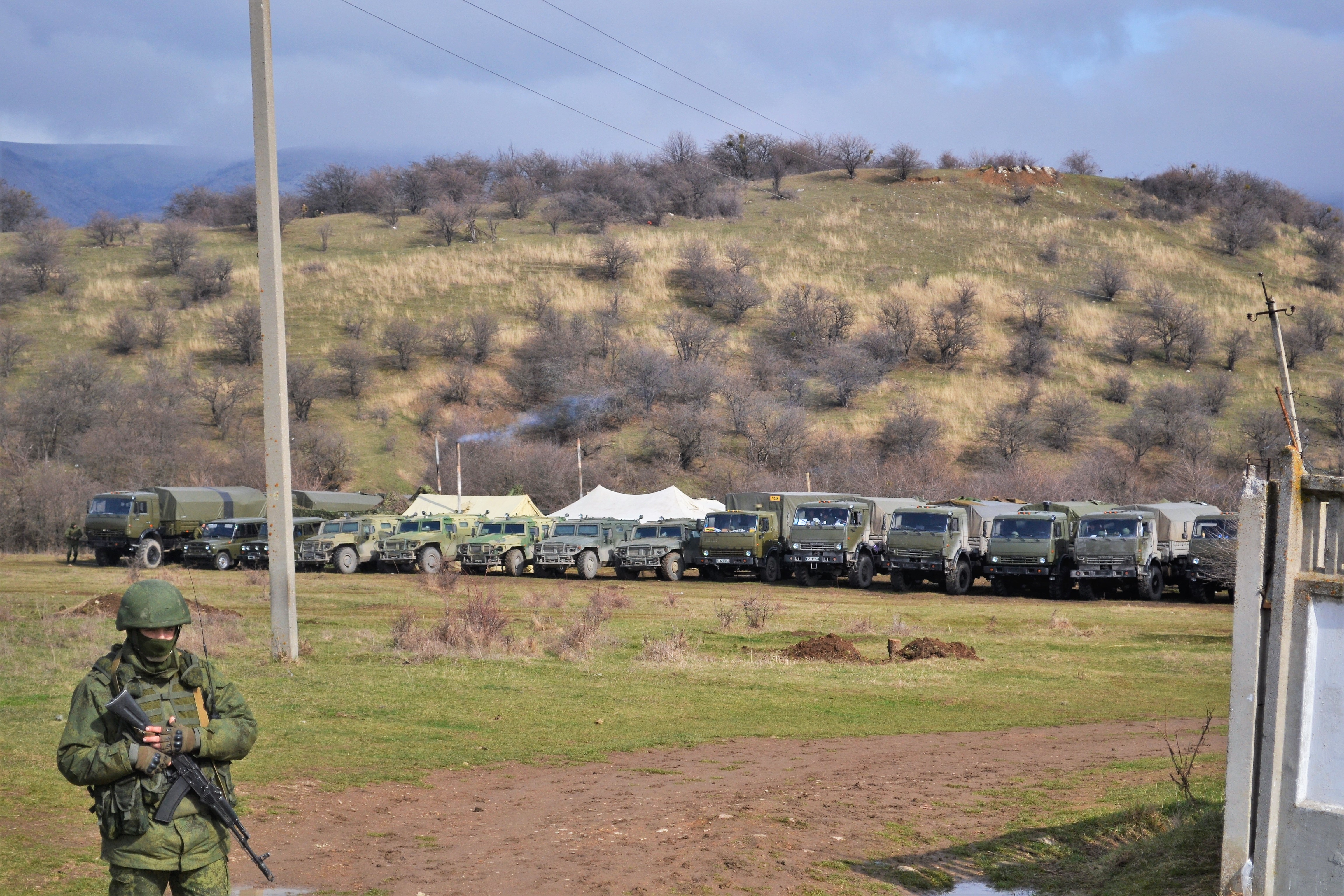
Российские «Тигры» возле украинской воинской части в Перевальном, Крым

9-10 марта российские военные установили контроль над аэродромом морской авиационной бригады ВМС Украины в Саках, автобатом (в/ч А2904) в Бахчисарае, отдельной ракетно-технической частью в Черноморском.

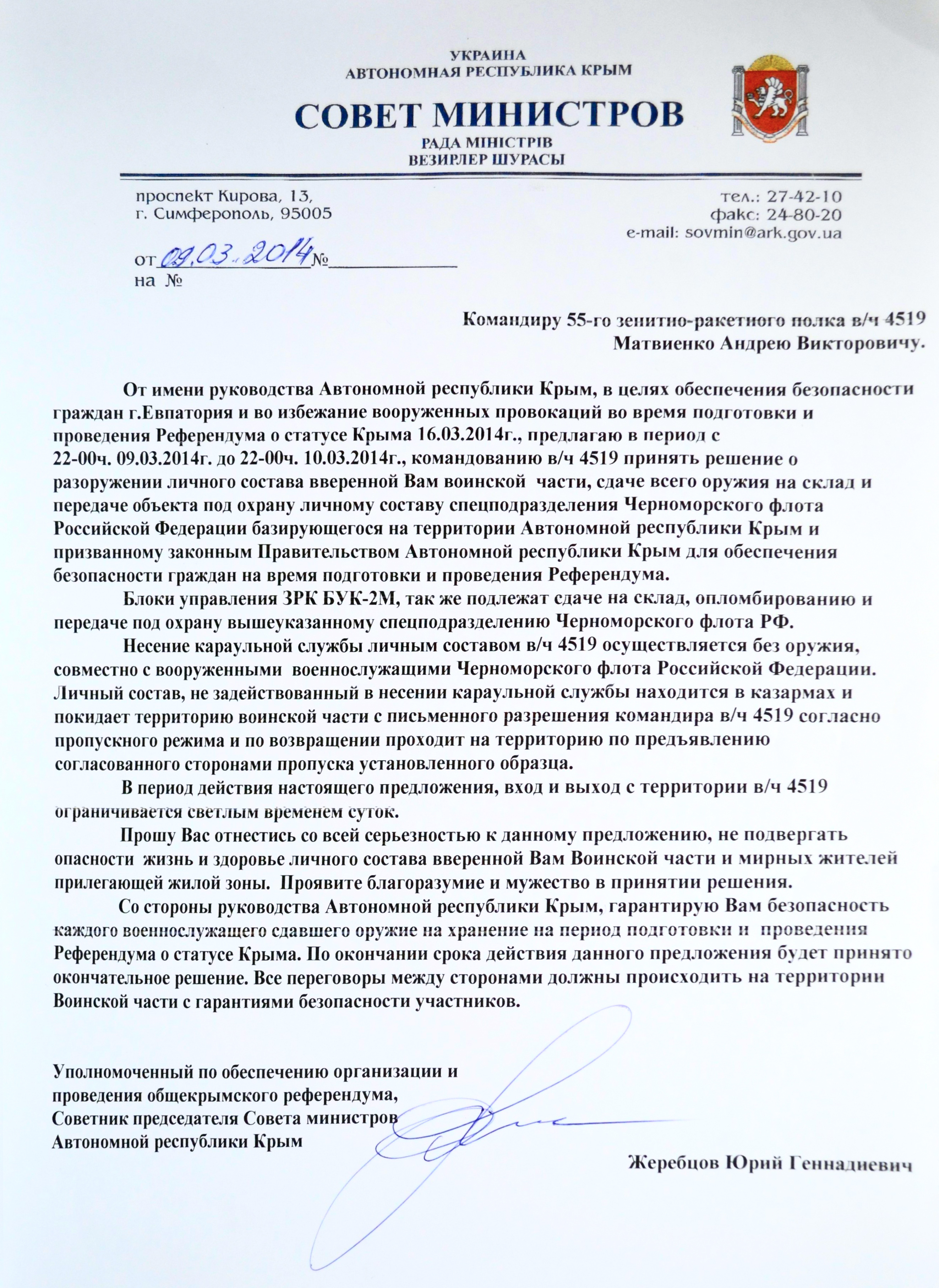
Предложение Совета министров АР Крым украинскому 55-му зенитно-ракетному полку в Евпатории передать всё оружие на склад под охрану Черноморского флота России на период подготовки к референдуму о статусе Крыма

10 марта Сергей Аксёнов на встрече с журналистами сообщил, что Верховный совет Крыма наделил его полномочиями главнокомандующего вооружёнными силами и правом формирования вооружённых сил Крыма: «Решение о формировании армии Крыма принято в связи с наличием на территории автономии незаконных вооружённых формирований». В этот же день Аксёнов принял присягу на верность автономии батальона спецназа Вооружённых сил Крыма, в состав которого вошли около ста дружинников полка народной обороны Крыма. По словам Аксёнова, в составе ВС автономии насчитывается более 180 человек, которые приняли присягу. Общая численность крымской армии к референдуму 16 марта должна быть доведена до 1500 человек. «Они будут охранять избирательные участки с оружием в руках», — сказал Аксёнов. Он подтвердил, что в перспективе планируется создание военно-морских сил Крыма, отметив, что в случае аннексии Крыма Россией сухопутные войска и флот войдут в состав вооружённых сил РФ. Аксёнов также заявил, что если по итогам референдума Крым станет частью России, военнослужащие вооружённых сил Украины, находящиеся на территории Крыма, должны будут или покинуть территорию автономии, или войти в состав вооружённых сил республики.
11 марта Верховный Совет АРК и Севастопольский городской совет приняли декларацию о независимости АРК и Севастополя, в соответствии с которой, в случае принятия на референдуме решения о присоединении к России, Крым будет объявлен суверенной республикой и в таком статусе обратится к руководству РФ с предложением о принятии в состав Федерации.
В Верховном Совете Крыма началось формирование межфракционной депутатской группы «За новый российский Крым», поддерживающей действия председателя Верховного Совета Владимира Константинова и премьер-министра Крыма Сергея Аксёнова, направленные на «стабилизацию обстановки на полуострове» и присоединение Крыма к России. Как сообщает пресс-служба парламента, заявления о вступлении в объединение подали более 70 из 100 депутатов Верховного Совета.
Служба безопасности АРК распространила своё заявление: «С целью защиты населения Крыма от угроз их безопасности, обеспечения их прав и свобод, недопущения экстремистских проявлений на территории полуострова, предотвращения попыток разжигания межнациональной розни и иных конфликтов на собрании принято единогласное решение о формировании Службы безопасности Крыма как отдельной самостоятельной структуры. Служба безопасности Крыма в этот судьбоносный для народа период берёт на себя ответственность по его защите. Обеспечение безопасности населения Крыма является главной и приоритетной задачей новой структуры».
Парламент Крыма утвердил положение о народной дружине республики — «добровольном общественным формировании жителей Крыма, созданном для содействия правоохранительным органам, иным органам власти АРК органам местного самоуправления в охране правопорядка и общественной безопасности, прав и законных интересов граждан на территории АРК». Глава Севастополя Алексей Чалый подписал распоряжение о задачах сил народной самообороны, действующих под руководством единого штаба «с целью организации противостояния возможному вооружённому нападению на Севастополь, защиты жизней, здоровья и имущества жителей города, обеспечения свободного и безопасного проведения референдума». Перед участниками сводного полка народной самообороны Севастополя поставлены первоочередные задачи, среди которых — пресечение правонарушений и охрана общественного порядка на улицах города, организация дежурства на блокпостах при въезде в город, действия в составе дежурных подразделений и групп.
По сообщению Государственной пограничной службы Украины, с 28 февраля по 11 марта «нарушили порядок захода» в Крым 15 российских военных судов, 48 летательных аппаратов 14 раз «нарушили порядок осуществления военных полётов», а на Керченской паромной переправе, в пункте пропуска «Крым — паромная переправа» было зафиксировано 10 случаев нарушения порядка пересечения государственной границы. За этот период без согласования с Украиной в Крым через паромную переправу было перемещено 139 единиц автомобильной и прочей военной техники РФ, в основном грузовики, специальные и легковые автомобили, но также 4 РСЗО «Град» и 6 БТР.
11 марта Александр Турчинов сообщил на заседании Верховной рады, что Совет национальной безопасности и обороны Украины принял решение сформировать на базе внутренних войск Национальную гвардию и объявить частичную мобилизацию в Вооружённые силы и Нацгвардию. Он также заявил, что Украина обратится к странам — гарантам безопасности за технической и военной помощью. По его словам, МВД обеспечит все первоочередные потребности формируемой Национальной гвардии Украины, но Украине также нужна техническая и военная помощь.
12 марта первый вице-премьер Крыма Рустам Темиргалиев сообщил об ограничении воздушного сообщения Крыма с Украиной на период до 17 марта. По его словам, это сделано «в связи с возможным прилётом сюда провокаторов». Российские военные блокировали радиотехнический батальон на горе Ай-Петри.
Назначенный Верховной радой первый вице-премьер Виталий Ярема сообщил на заседании правительства страны, что украинская армия приведена в полную боевую готовность и начались всеукраинские военные учения. Он констатировал, что российские войска продолжают находиться вдоль восточной границы Украины и постоянно наращивают своё присутствие. Генпрокуратура Украины потребовала отменить решения Верховного Совета АРК и Севастопольского горсовета об утверждении Декларации о независимости АРК и Севастополя.
Как стало известно из доклада и. о. министра обороны Украины Игоря Тенюха исполняющему обязанности президента Украины Александру Турчинову, при приведении ВС страны в высшие степени боевой готовности вскрылись «удручающее состояние подготовки личного состава ВС Украины, недостаточная укомплектованность подразделений военными специалистами и отсутствие исправной техники и вооружения». Из сухопутных войск Украины общей численностью 41 тыс. человек боеготовыми оказались только 6 тыс. (около 14 %), а среди экипажей бронированных машин этот показатель составил лишь 20 % от их общей численности. Более 70 % бронетехники украинской армии составили морально и физически устаревшие советские танки Т-64 со сроком эксплуатации 30 и более лет. В ПВО Украины готовыми к выполнению боевых задач оказались только 10 % личного состава, а у ракет комплексов С-300П и С-200В истёк гарантийный срок эксплуатации. Из почти 507 боевых самолётов и 121 ударных вертолётов ВВС Украины только 15 % оказались исправными и способными подняться в воздух, а к боевым вылетам оказались готовы только 10 % экипажей. В ВМФ Украины по состоянию на 1 марта только 4 корабля отнесли к условно боеспособным: фрегат «Гетман Сагайдачный», корвет «Тернополь», корабль управления «Славутич» и большой десантный корабль «Константин Ольшанский». Согласно докладу, в качестве единственной эффективной меры для сдерживания агрессии и нанесения гарантированного поражения отрядам сил самообороны в Крыму и незаконным воинским формированиям, которые могут появиться в восточных областях страны, могут рассматриваться только реактивные системы залпового огня (РСЗО) «Ураган» и «Смерч». При этом Тенюх выступает категорически против применения РСЗО, а лишь предлагает усилить их охрану, учитывая регистрируемый интерес к ним со стороны «радикальных партнёров по Майдану». Он обращает внимание на «высокую вероятность неточного поражения целей, учитывая крайне низкую подготовку экипажей (РСЗО)» и, соответственно, возможную гибель значительного количества мирных жителей.
13 марта командир 204-й бригады тактической авиации, дислоцирующейся на аэродроме «Бельбек», полковник Юлий Мамчур потребовал от руководства страны дать конкретные указания своим военнослужащим в Крыму, поскольку они находятся под постоянным давлением со стороны российских военных, органов местного самоуправления и даже местного населения, но имеют лишь устное указание не поддаваться на провокации, держаться и не применять оружие. Мамчур потребовал от руководства страны в кратчайшие сроки принять взвешенное решение по дальнейшим действиям командиров воинских частей в случае прямой угрозы жизни личного состава, семей военнослужащих и гражданского населения: «В случае непринятия вами соответствующих решений мы будем вынуждены действовать согласно уставу Вооружённых сил Украины, вплоть до открытия огня. При этом мы чётко осознаём, что не сможем долго противостоять превосходящим по количеству, вооружённости и подготовке подразделениям российских войск, но готовы выполнить свой долг до конца».
Четыре ведущие политические партии Крыма подписали меморандум о всестороннем содействии свободному волеизъявлению крымчан в ходе общекрымского референдума, в котором договорились в ходе подготовки и проведения референдума воздержаться от межпартийной конкуренции, ввести на этот период режим максимальной взаимной доброжелательности и взаимодействия, решительно пресекать попытки срыва проведения референдума или искажения его результатов, а также рекомендовали членам своих организаций и всем своим политическим сторонникам поддержать вхождение в РФ. Документ подписали глава крымской организации Партии регионов Владимир Константинов, лидер партии «Русское единство» Сергей Аксенов, зампредседателя КРО партии «Союз» Светлана Савченко и лидер КРО Коммунистической партии Украины Олег Соломахин.
Продолжалась доставка военной техники через Керченский пролив, в частности, 14 марта на полуостров были доставлены 152-мм гаубицы 2А65, размещённые позднее на Перекопском перешейке.
Между тем Конституционный суд Украины принял решение о признании не соответствующим Конституции Украины постановления Верховного совета Автономной республики Крым о проведении общекрымского референдума, а также потребовал принять меры по прекращению подготовки голосования. Неисполнение решения Конституционного суда Украины влечет за собой уголовную ответственность.
15 марта, по сообщению премьер-министра Крыма Сергея Аксёнова, группа лиц, представившихся сотрудниками Погранслужбы Украины, попыталась повредить газопровод на Арабатской стрелке: «Бойцам сил самообороны Крыма удалось предотвратить перекрытие газопровода на Крым на Арабатской стрелке. Во избежание подобных попыток газораспределительная станция взята под охрану. Пытавшиеся повредить оборудование — по предварительным данным, до 40 человек — и представлявшиеся сотрудниками Пограничной службы Украины лица „ускоренными темпами“ покинули станцию». В связи с этим Аксёнов обратился к командующему Черноморским флотом России с просьбой взять под охрану газораспределительную станцию, находящуюся на Арабатской стрелке южнее посёлка Стрелковое «с целью обеспечения энергетической безопасности Автономной Республики Крым и бесперебойного функционирования объектов жизнеобеспечения». По сообщению интернет-издания LB.ua, в тот же день на Арабатской стрелке в районе села Стрелковое в Херсонской области высадился российский десант численностью более 50 человек, прибывший на четырёх вертолётах, затем они переместились в район газораспределительной станции. Позже пресс-служба Министерства обороны Украины сообщила: «Отпор был дан немедленно. С целью немедленного реагирования на провокацию с украинской стороны были подняты силы армейской авиации Сухопутных войск Вооружённых Сил Украины, а также силы аэромобильного батальона», после чего российские военнослужащие вернулись на прежние позиции. В связи с этими событиями МИД Украины заявил о военном вторжении России и потребовал от РФ немедленного вывода войск с территории Украины, отметив, что «Украина оставляет за собой право применить все необходимые меры для прекращения военного вторжения со стороны России».
Верховная Рада Украины досрочно прекратила полномочия Верховного Совета Автономной Республики Крым на основании решения Конституционного суда Украины о неконституционности крымского референдума, однако крымские власти не подчинились этому решению и призвали жителей полуострова участвовать в голосовании.
16 марта командующий ВМС Украины контр-адмирал Сергей Гайдук в открытом обращении к севастопольцам и крымчанам заявил, что командование ВМСУ, руководители ВС РФ и крымских органов власти путём диалога нашли формат, который позволил избежать вооружённых столкновений и человеческих жертв. В связи с этим он призвал к благоразумию руководителей органов власти и отрядов самообороны: «Прошу принять все меры для остужения „горячих голов“, не допустить нового витка конфронтации. Мы прошли этап протестов и риска военного столкновения. Настало время примирения, работы политиков и дипломатов». Командующий ВМСУ обратил внимание военнослужащих Украины и России на необходимость выдержки, понимания того, что политические разногласия решаются только за столом переговоров: «Уверен: украинские и российские воины не должны стрелять друг в друга… Ещё раз настойчиво призываю всех к диалогу и переговорам на всех уровнях. Верю в мудрость, благоразумие и выдержку крымчан и севастопольцев. Желаю вам добра и благополучия».
И. о. министра обороны Украины Игорь Тенюх сообщил перед заседанием правительства 16 марта, что командующий ВМСУ контр-адмирал Сергей Гайдук достиг договорённости с командующим Черноморским флотом и представителем министра обороны РФ Сергея Шойгу о том, что до 21 марта не будет проводиться никаких мероприятий по блокированию украинских воинских частей. И. о. главы Минобороны сказал также, что, по его данным, общая численность российских войск на территории крымской автономии составляет около 21,5 тысячи человек. Арсений Яценюк заявил, что «украинское государство найдёт всех зачинщиков сепаратизма и раскола, которые сейчас под прикрытием российских военных пытаются уничтожить украинскую независимость. Мы найдём всех, через год, через два, привлечём к суду и будем судить в украинских и международных судах. Земля под ногами будет гореть». Яценюк добавил, что вместе с международными партнёрами власти сделают «всё возможное, чтобы каждый, кто сегодня себя свободно чувствует под защитой российских автоматов, знал, что ответственность за сепаратизм и попытки свержения конституционного строя настанет»: «В мире не останется ни одного места, где они смогут себя свободно чувствовать, и Россия их не защитит» — однако предпринятое к моменту всеобщего голосования усиление российских войск в Крыму «в сущности ликвидировало какие-либо шансы Украины на проведение успешной военной операции», по данной год спустя президентом Путиным характеристике, «мы сделали из Крыма крепость. И с моря и с суши».
Референдум о статусе Крыма, который, по характеристике журналистов «Новой газеты», «подвёл черту под украинским прошлым полуострова», состоялся и прошёл «без заметных случаев нарушения безопасности или протестов». По официальным данным, в голосовании приняло участие 83,1 % избирателей АРК, из них около 96,77 % проголосовали за присоединение Крыма к России, в Севастополе соответственно 89,5 % и 95,6 %. На следующий день, 17 марта, опираясь на итоги референдума и принятую 11 марта Декларацию о независимости, парламент Крыма провозгласил независимую Республику Крым, в которой Севастополь имеет особый статус, и обратился к РФ с предложением о принятии Республики Крым в состав России в качестве нового субъекта РФ со статусом республики. С аналогичным обращением выступил и Севастопольский горсовет, просивший принять Севастополь в состав РФ в качестве города федерального значения.
Владимир Путин подписал указ о признании независимости Республики Крым, а позднее одобрил проект договора о принятии Республики Крым в Российскую Федерацию и распорядился подписать его на высшем уровне. Россия предоставила Крыму финансовую помощь в размере 15 млрд рублей.
Парламент Крыма своим постановлением одобрил частичную отмену законодательства Украины и передал имущество и денежные средства украинских государственных органов, а также государственную собственность Украины в распоряжение Республики Крым. В частности, были национализированы порты Крыма и расположенное на территории Крыма имущество «Черноморнефтегаза» и «Укртрансгаза», Керченская паромная переправа, Керченский государственный морской технологический университет, Южный научно-исследовательский институт морского рыбного хозяйства и океанографии, а также собственность Администрации морских портов Украины, Севастопольского регионального представительства классификационного общества «Регистр судоходства Украины» и Севастопольского филиала Инспекции по подготовке и дипломированию моряков, дорожная (в том числе железнодорожная) инфраструктура Крыма, аэронавигация полуострова, была создана собственная авиакомпания «Универсал-Авиа», которая ранее осуществляла нерегулярные перевозки.

### Завершение аннексии Крыма (18—26 марта)

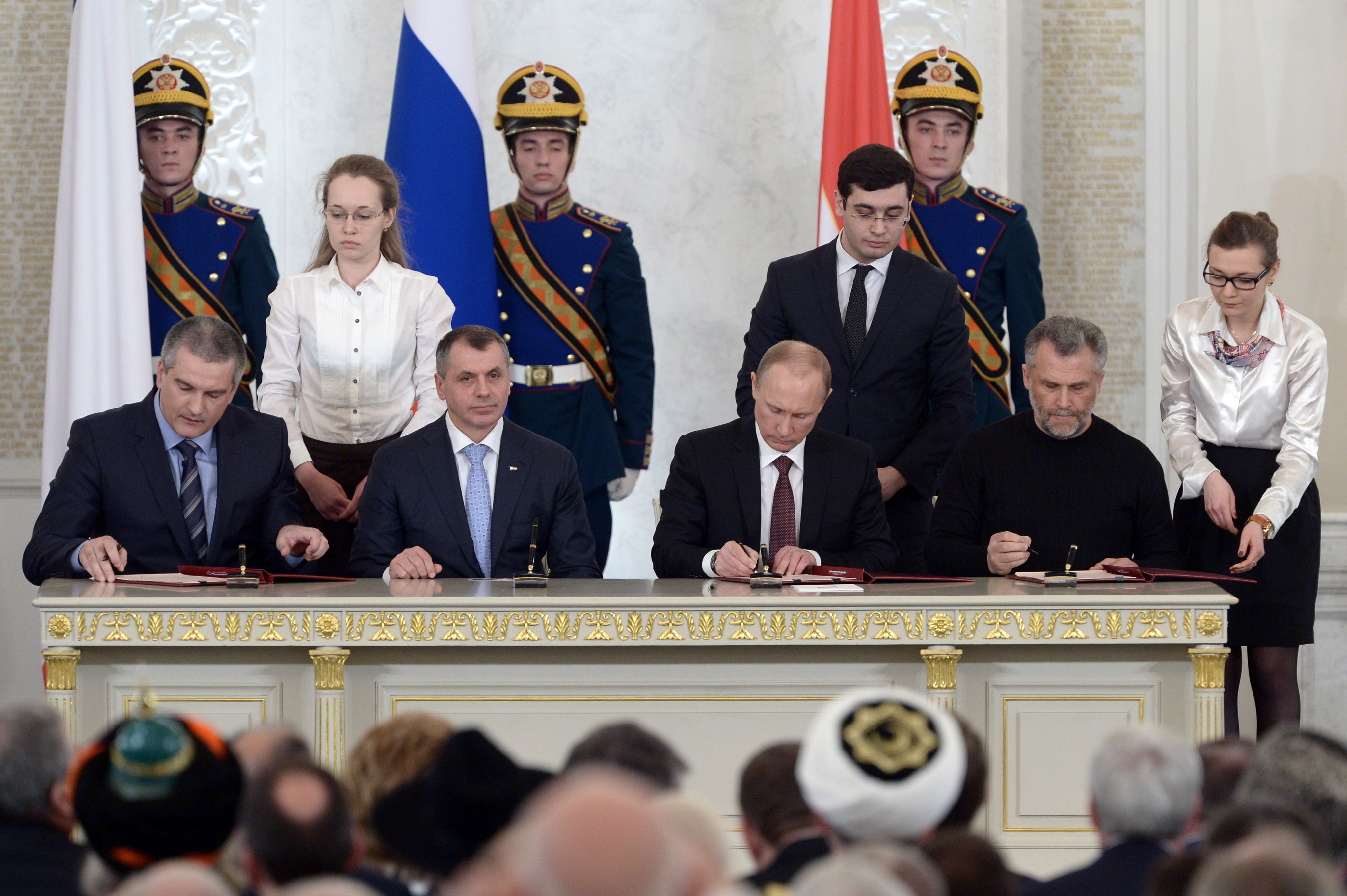
Подписание договора об аннексии Крыма Россией. 18 марта 2014 года.

18 марта, спустя лишь день после провозглашения независимости Республики Крым, Россия подписала с ней в Георгиевском зале Кремля договор, согласно которому на полуострове были образованы российские регионы. Крым не превращался в «новое Приднестровье» или «новую Абхазию» (самопровозглашённое государство под покровительством могущественного союзника), а непосредственно включался в состав России.
В этот день ВСУ понесли единственную боевую потерю за период аннексии Крыма. Российскими военными был произведён штурм 13-го фотограмметрического центра ВСУ в Симферополе. По состоянию на 18 марта, часть уже несколько дней была блокирована российскими силами. По словам Игоря Гиркина, он лично руководил операцией. При штурме был убит прапорщик Сергей Кокурин, который находился на наблюдательной башне автопарка части. В него попали две пули калибра 5,45 миллиметра. Кроме того, выстрелами в область шеи и руки был ранен капитан Валентин Федун. Российская сторона тоже имела потери. От пулевого ранения погиб один боец самообороны Крыма, 34-летний гражданин РФ, житель Волгограда Руслан Казаков, ветеран Первой и Второй чеченских войн, член волгоградского казачества, кавалер нескольких орденов и медалей, который отправился на Украину в качестве добровольца. По словам его брата, Дениса Казакова, который тоже участвовал в штурме, после начала стрельбы Руслан бросился помогать раненому 18-летнему члену «крымской самообороны» Александру Юкало и был убит на месте.
Обстоятельства начала штурма остались невыясненными. Украинские СМИ выдвигали версию, что штурм начался стихийно, в результате перестрелки между сторонами. По словам свидетелей и журналистов, в нападении участвовало 15 человек при поддержке двух бронемашин под российскими флагами. По сообщению министерства обороны Украины, нападавшие были одеты в военную форму военнослужащих Вооружённых Сил России без знаков различия и вооружены автоматическим оружием и снайперской винтовкой, а командира части полковника Андрея Андрюшина во время переговоров захватили и силой заставляли перейти на сторону крымского правительства.
По сообщению МВД Крыма, и украинские, и российские военные не атаковали друг друга, а огонь по ним открыл неизвестный снайпер-провокатор с целью разжечь противостояние, стрельба велась из одной точки, с недостроенного дома рядом с центром. Прощание с обоими погибшими происходило одновременно в гарнизонном доме офицеров в Симферополе.
После этого инцидента министерство обороны Украины разрешило украинским военным в Крыму применять оружие. Приказ, доведённый до сведения украинских военнослужащих, повышал риск кровопролития при любой попытке захвата украинских воинских частей, что не могло не учитываться Россией. Тем не менее, последовавшие захваты остававшихся на стороне Украины воинских частей прошли без жертв. Российским подразделениям, принимавшим участие в этих операциях, предписывалось по возможности не применять оружие на поражение.
Захват оставшихся воинских частей начался 19 марта. Утром этого дня пророссийские силы прорвали оцепление и ворвались на территорию штаба ВМС Украины в Севастополе, над которым были подняты российский и андреевский флаги.
В Севастополе был задержан командующий ВМСУ контр-адмирал Сергей Гайдук. Министр обороны России Сергей Шойгу обратился к крымскому руководству с просьбой освободить Гайдука и не препятствовать его выезду на территорию Украины. Утром 20 марта правоохранительные органы Республики Крым освободили Гайдука и ещё семерых человек, которые были задержаны накануне.
20 марта Государственная дума приняла федеральный конституционный закон об аннексии Крыма Россией. Украина, в свою очередь, теряя контроль над полуостровом, не намеревалась отказываться от суверенитета над ним — Верховная Рада приняла декларацию о борьбе за освобождение страны, призвавшую мировое сообщество не признавать Республику Крым и аннексию Крыма. «От имени народа Украины» парламент заявил, что «Крым был, есть и будет в составе Украины. Украинский народ никогда и ни при каких условиях не прекратит борьбу за освобождение Крыма». Украинским парламентом также был принят в первом чтении законопроект, согласно которому Крым объявляется «временно оккупированной территорией». Под это понятие подпадают «территория Автономной Республики Крым и города Севастополь, внутренние воды и территориальное море Украины, его дно и недра, континентальный шельф и исключительная экономическая зона», а также «подводное пространство в пределах территориального моря и воздушное пространство, расположенное над этой территорией». Позднее, 15 апреля, Рада приняла закон в целом; документ предусматривает, что временно оккупированная территория Крыма является неотъемлемой частью территории Украины и на неё распространяется украинское законодательство.
Корабль управления «Донбасс», спасательный буксир «Кременец» и противопожарный катер «Борщив» Военно-морских сил Украины, которые стояли в Стрелецкой бухте Севастополя, спустили украинские и подняли андреевские флаги Военно-морского флота России. Ранее представители Черноморского флота России предложили украинским военным в Крыму три варианта дальнейших действий: перевод украинских военнослужащих на материковую часть Украины для прохождения там дальнейшей службы, переход на службу в Черноморский флот России, увольнение в запас и возможность проживания на территории Крыма.
К исходу дня, после подписания президентом РФ указа о признании воинских званий военнослужащих Украины, командиры и начальники 72 воинских частей, учреждений и кораблей Министерства обороны Украины, дислоцированных на Крымском полуострове, в числе которых 25 судов вспомогательного флота и шесть боевых кораблей Военно-морских сил Украины, приняли решение добровольно перейти в ряды Вооружённых сил РФ для дальнейшего прохождения военной службы. В гарнизонах и на кораблях в торжественной обстановке прошли построения личного состава с церемонией поднятия флага и исполнения гимна России.
Государственная пограничная служба Украины начала поэтапную передислокацию личного состава из Крыма на материковую часть страны. Как сообщил первый заместитель главы госпогранслужбы Павел Шишолин, личный состав продолжит службу на территории Херсонской области, а корабли и катера будут переведены в Мариуполь и Одессу.
21 марта Владимир Путин подписал федеральный конституционный закон об аннексии Крыма Россией, федеральный закон о ратификации соответствующего договора и указ о создании Крымского федерального округа.
22 марта украинская авиабаза в Бельбеке была взята штурмом. Премьер-министр Республики Крым Сергей Аксёнов выступил с обращением к народу Украины, в котором объяснил свою позицию к событиям, происходящим на Украине.
и. о. министра обороны Украины Игорь Тенюх на встрече с журналистами обозначил своё видение ситуации в Крыму: «Мы не можем и не имеем права оставить территорию Крыма, как бы на это ни надеялись российские войска и так называемое крымское правительство. В противном случае Крым будет для нас потерян навсегда. Сейчас у нас одно конкретное задание — держать оборону до соответствующих решений на политическом уровне. Какими будут эти решения и когда — я не знаю. Мое дело — командование армией, а не дипломатия и политика. Это трудно, но приказ есть приказ… Вооружённые силы приведены в полную боевую готовность, мы не допустим проникновения на континентальную Украину ни одного российского солдата. Высшим руководством страны санкционировано применение оружия нашими военными в случаях атаки на воинские части или попыток захвата корабля. Но решение открыть огонь принимается каждым командиром на месте. И если в определённых случаях такая команда не дается, не нужно перекладывать ответственность на вышестоящее руководство… Мы готовы к эвакуации — создан соответствующий штаб под руководством первого вице-премьер-министра Виталия Яремы,… готовятся места в пансионатах и санаториях Киева, Одессы и других городов. Никаких новых гарнизонов и военных городков строить не нужно — у нас есть возможности разместить на материке необходимое количество человек». «Политическое решение» вскоре последовало: 23 марта Совет национальной безопасности и обороны Украины поручил кабинету министров провести «передислокацию украинских военных» с Крымского полуострова на материк, 24 марта это решение было утверждено Турчиновым.
Российские войска штурмовали военно-морскую базу в Феодосии и вывезли на грузовиках со связанными руками находившихся там морских пехотинцев. Эти морские пехотинцы вступили в кулачный бой с российскими солдатами. Министр обороны России Сергей Шойгу, который в ходе рабочей поездки в Крым провёл 24 марта встречу с бывшими военнослужащими Вооружённых сил Украины, заверил, что военнослужащие Украины, изъявившие желание продолжить службу в российской армии, будут пользоваться всеми социальными правами в рамках законодательства России. Вечером того же дня на Донузлаве были штурмом взяты большой десантный корабль «Константин Ольшанский», а также средний десантный корабль «Кировоград» и тральщик «Геническ». На следующий день министр обороны Украины Игорь Тенюх заявил в парламенте, что 4300 из 18 800 украинских военнослужащих, ранее расквартированных в Крыму, выразили желание покинуть Крым и продолжить службу в Вооружённых силах Украины.
Последним украинским кораблём, символику которого сменила российская, стал тральщик «Черкассы», захваченный 25 марта. До этого тот трое суток ходил по озеру Донузлав, не останавливаясь, и его командир капитан третьего ранга Юрий Федаш отвечал отказом на все требования сдаться. Украинские моряки пытались отбиться от российских быстроходных катеров, кидая в воду взрывпакеты. Тральщик дважды пытался вырваться из Донузлава. Первый раз он попытался оттянуть в сторону затопленный корабль, чтобы очистить себе путь, во второй раз украинские моряки почти вышли из бухты, но российский корабль столкнул их на мель
26 марта начальник Генштаба Вооружённых сил России Валерий Герасимов сообщил журналистам, что российские флаги подняты во всех 193 воинских подразделениях и учреждениях ВС Украины, дислоцированных на территории Крыма, а «все военнослужащие, изъявившие желание продолжить службу в украинских Вооружённых силах, сдав оружие под охрану, находятся вне расположения воинских частей и готовятся к организованному выезду с личными вещами на Украину». По словам Герасимова, в соответствии с договорённостью министерств обороны России и Украины, украинские военнослужащие и члены их семей «будут вывозиться железнодорожным транспортом». Теперь Россия обладала полным военным контролем над Крымом и, в сущности, завершила его аннексию. Российскими военными были освобождены шесть ранее удерживавшихся украинских военнослужащих, в том числе командир бельбекской авиационной бригады полковник Юлий Мамчур и заместитель командующего ВМС Украины, генерал-майор Игорь Воронченко, а два дня спустя, 28 марта, министр обороны России Сергей Шойгу сообщил о завершении «организованного вывода» подразделений, продолживших службу в ВСУ, и завершении смены символики на всех кораблях и подразделениях, перешедших на сторону российской армии. «Актов осквернения, неуважительного отношения» к украинской символике, по словам министра, допущено не было. По озвученным впоследствии украинскими властями данным, из пребывавших на территории АРК 13 468 солдат и офицеров ВСУ лишь 3990 военнослужащих (менее 30 %) решили продолжить службу в ВС Украины и эвакуироваться из Крыма, из 10 936 милиционеров таких было только 88 (0,8 %). В Госпогранслужбе — из 1870 сотрудников вернулись на Украину 519 человек (29,7 %). «Сохранили верность родине» и чуть более 10 % сотрудников Службы безопасности Украины — 242 из 2240 человек.
Александр Турчинов 26 марта уволил Сергея Куницына с должности постоянного представителя президента в Крыму «за ненадлежащее выполнение служебных обязанностей», а 28 марта встретился с офицерами Вооружённых Сил Украины, которые, по его словам, были освобождены из плена в Крыму. Он отметил, что офицеры выполнили свой долг и будут награждены за мужество и стойкость, а также повышены по службе.